# Torre di Londra
La Torre di Londra (Tower of London) è una fortezza situata nel centro di Londra, sulla riva nord del Tamigi. Si trova all'interno del borgo di Tower Hamlets, separato dal margine orientale della Città di Londra da uno spazio aperto conosciuto come Tower Hill. Fu costruita a partire dalla fine del 1066 come parte della conquista normanna dell'Inghilterra. La Torre Bianca, che conferisce all'intero castello il nome, fu edificata da Guglielmo il Conquistatore nel 1078, ed è stata un simbolo di risentita oppressione inflitta a Londra dai nuovi sovrani. Il castello è stato utilizzato, a partire dal 1100, come prigione (Rainulfo Flambard fu il primo a esservi imprigionato) fino al 1952 con la detenzione dei gemelli Kray, anche se questo non fu mai il suo scopo principale. All'inizio della sua storia, il palazzo servì anche come residenza reale. La torre è un complesso costituito da diversi edifici disposti all'interno di due anelli concentrici di mura e da un fossato. Vi sono state diverse fasi di espansione, soprattutto durante il regno di Riccardo Cuor di Leone, Enrico III e Edoardo I, nei secoli XII e XIII. Il disegno architettonico stabilito alla fine del XIII secolo rimane tutt'oggi, nonostante i vari lavori che si sono susseguiti.
La Torre di Londra ha svolto un ruolo di primo piano nella storia inglese. Subì svariati assedi e il suo controllo è sempre stato ritenuto fondamentale per il controllo della nazione. Nel corso della sua storia, la Torre di Londra, è stata utilizzata come arsenale, tesoreria, ménagerie, sede della zecca reale, ufficio del pubblico registro e sede dei gioielli della Corona inglese. Dall'inizio del XIV secolo fino al regno di Carlo II, l'incoronazione di un monarca era preceduta da una processione dalla Torre all'abbazia di Westminster. In assenza del regnante, il Conestabile della Torre è il responsabile del castello. Durante il periodo medioevale, questa era una posizione di forza e di fiducia. Verso la fine del XV secolo, il castello fu la prigione dei principi nella Torre. Durante il regno Tudor, la torre venne utilizzata meno come residenza reale e, nonostante i tentativi di ristrutturazione, le sue difese diventarono obsolete per via degli sviluppi dell'artiglieria.
Tra il XVI e il XVII secolo l'utilizzo come prigione ebbe la sua fase di picco, quando molti personaggi caddero in disgrazia, come Elisabetta I quando non era ancora regina. Questo uso portò a coniare la frase "inviato alla Torre". Nonostante la sua duratura reputazione di luogo di tortura e di morte, resa popolare da propagandisti religiosi del XVI secolo e da scrittori del XIX secolo, solo sette persone sono state giustiziate all'interno di essa, prima delle due guerre mondiali. Le esecuzioni si sono più frequentemente tenute sulla famosa Tower Hill, a nord del castello. Nella seconda metà del XIX secolo, istituzioni come la Royal Mint (Zecca Reale) si spostarono al di fuori della Torre di Londra, lasciando molti edifici vuoti. Anthony Salvin e John Taylor colsero l'occasione per riportare la Torre al suo aspetto medievale, sgombrando molte delle vacanti strutture post-medievali. Durante la prima e seconda guerra mondiale, la Torre è stata nuovamente utilizzata come prigione e vi sono state le esecuzioni di dodici uomini accusati di spionaggio. Al termine del secondo conflitto mondiale, i danni causati durante la battaglia d'Inghilterra sono stati velocemente riparati e il castello è stato riaperto al pubblico. Oggi la Torre di Londra è una delle attrazioni turistiche più popolari del paese. Sotto la giurisdizione cerimoniale del Conestabile della Torre, fa parte della fondazione Historic Royal Palaces ed è protetta come patrimonio mondiale dell'umanità.

## Storia

### Fondazione e storia antica
Vittorioso nella battaglia di Hastings del 14 ottobre 1066, il duca di Normandia invasore, Guglielmo il Conquistatore, impiegò il resto dell'anno ad assicurare suoi possedimenti, fortificando le posizioni strategiche. Lungo il suo percorso fondò numerosi castelli ma non si diresse direttamente verso Londra; solo quando raggiunse Canterbury si volse verso la più grande città dell'Inghilterra. Per aggirare il ponte fortificato che portava a Londra, in quel momento sotto il controllo dei Sassoni, egli decise di devastare Southwark continuando poi il suo tragitto nel sud dell'Inghilterra. Grazie a una serie di vittorie normanne lungo il percorso, vennero tagliate le linee di rifornimento a Londra e nel mese di dicembre 1066, isolati e impauriti, i londinesi consegnarono la città senza combattere. Tra il 1066 e il 1087 Guglielmo fondò 36 castelli, anche se altre fonti, come il Domesday Book, raccontano che ne furono edificati molti di più dai suoi subordinati. I nuovi regnanti intrapresero quello che fu descritto come "il più ampio e concentrato programma di costruzione di castelli-palazzo in tutta la storia dell'Europa feudale». Essi erano edifici polifunzionali, che servivano come fortificazioni, centri di amministrazione e residenza.
Guglielmo inviò un gruppo di suoi fedeli in anticipo per preparare la città al suo ingresso e costruire un castello; secondo le parole del biografo di Guglielmo, Guglielmo di Poitiers, "alcune fortificazioni sono state completate in città contro l'inquietudine dell'enorme e brutale popolazione. [Guglielmo] Si rese conto che si trattava di primaria importanza per intimidire i londinesi". Al momento, Londra era la città più grande dell'Inghilterra; la fondazione dell'Abbazia di Westminster e dell'antico palazzo di Westminster, avvenuti sotto il regno di Edoardo il Confessore, aveva posto un centro di governo, tuttavia un efficiente porto era fondamentale per i Normanni al fine di controllare la navigazione. Gli altri due castelli Londra, il castello di Baynard e il castello di Montfichet, furono edificati nello stesso tempo. La fortificazione che più tardi sarebbe divenuta nota come la "Torre di Londra" fu costruita sul sud-est delle mura romane, usandole come difese già esistenti e con il fiume Tamigi che forniva una protezione aggiuntiva a sud. Durante questo periodo più antico, il castello sarebbe stato circondato da un fossato e difeso da una palizzata di legno e, probabilmente, disponeva di un alloggio per Guglielmo.

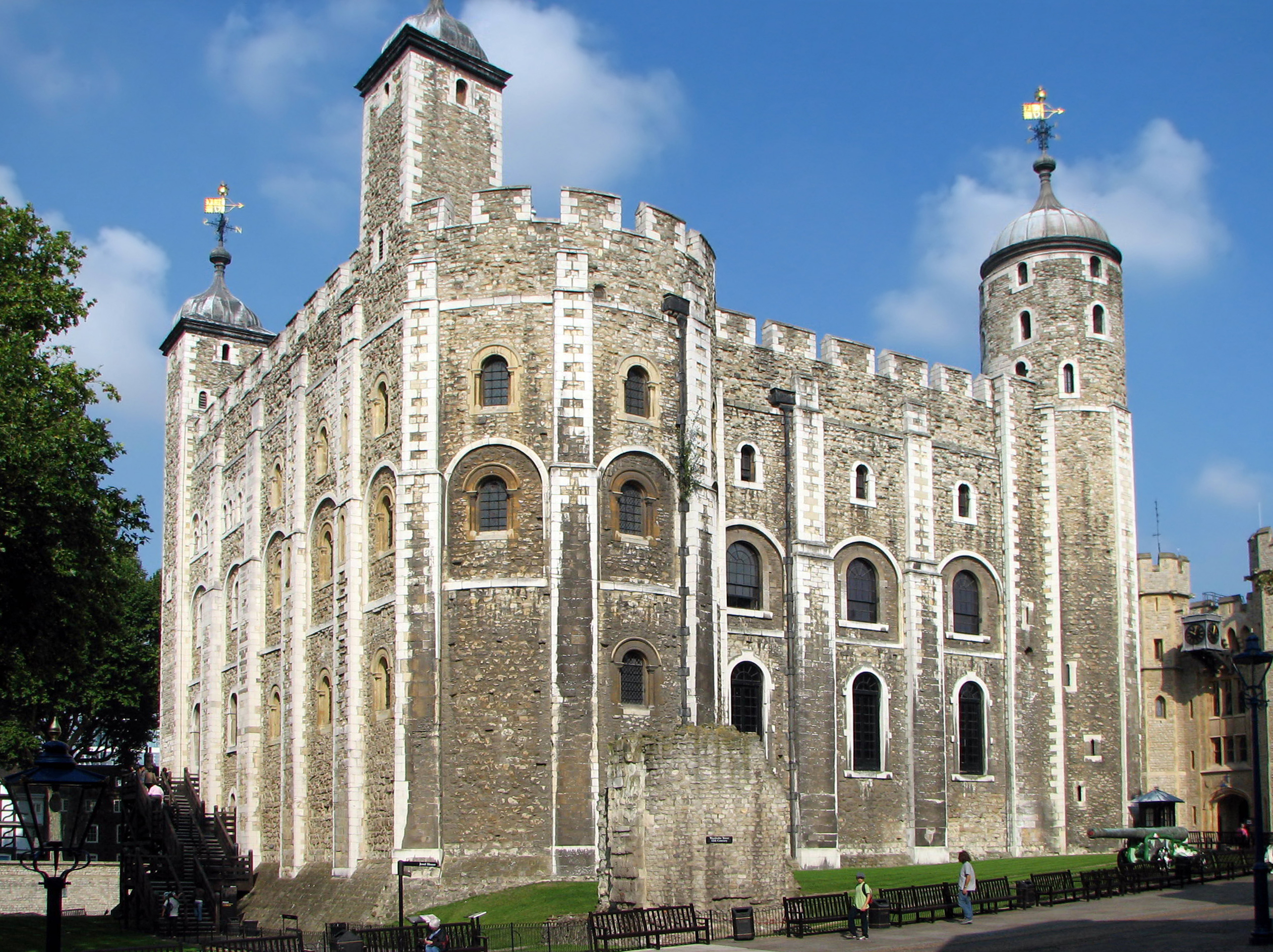
La White Tower risale alla fine dell'XI secolo.

La maggior parte dei primi castelli normanni furono inizialmente costruiti in legno, ma dalla fine dell'XI secolo alcuni, tra cui la Torre di Londra, furono restaurati o sostituiti con la pietra. Si ritiene che i lavori per la White Tower, che dà il nome a tutto il castello, siano iniziati nel 1078, ma la data esatta è incerta. Guglielmo nominò Gandolfo, vescovo di Rochester, responsabile per la sua costruzione, anche se potrebbe essere stata completata solo dopo la morte di Guglielmo, avvenuta nel 1087. La White Tower fu la prima fortezza in pietra in Inghilterra, e fu anche il punto di forza del primo castello. Al più tardi, fu probabilmente finita nel 1100 quando il vescovo Rainulfo Flambard vi fu imprigionato. Flambard, fu anche il primo a fuggire da essa, grazie a una corda portata di nascosto in una botte di vino. Tale fuga avvenne con una tale sorpresa che un cronista contemporaneo accusò il vescovo di stregoneria.
La cronaca anglosassone registra che nel 1097 re Guglielmo II ordinò la costruzione di un muro attorno alla Torre di Londra; probabilmente fu realizzato in pietra a sostituzione della palizzata di legno e descrisse un arco intorno ai lati nord e ovest del castello, tra le mura romane e il Tamigi. La conquista normanna di Londra si manifestò non solo con una nuova classe dirigente, ma con una strutturazione diversa della città. Il terreno confiscato fu ridistribuito tra i Normanni e, per motivi finanziari, fecero il loro arrivo centinaia di ebrei sotto la protezione diretta della Corona. Agli ebrei fu consentito l'uso della Torre come rifugio, quando erano minacciati dalla violenza antiebraica.
Nel 1135, la morte di Enrico I lasciò l'Inghilterra con una successione contestata; anche se il re aveva convinto i suoi più potenti baroni di giurare il supporto per l'imperatrice Matilde, pochi giorni dopo la morte di Enrico, Stefano di Blois giunse dalla Francia per rivendicare il trono. Il castello, che non sempre era utilizzato come residenza reale, era talvolta posto sotto il controllo di un conestabile, una carica ricoperta in quel momento da Geoffrey de Mandeville. Essendo la Torre considerata una fortezza inespugnabile posta in una posizione strategicamente importante, il suo possesso era fondamentale. Mandeville ne approfittò vendendo la sua fedeltà a Matilde dopo che Stefano fu catturato nel 1141 nella battaglia di Lincoln. Tuttavia, l'anno successivo rivendette la sua lealtà a Stephen. Attraverso il suo ruolo di Conestabile della Torre, Mandeville divenne "l'uomo più ricco e più potente d'Inghilterra". Quando cercò nuovamente di utilizzare lo stesso stratagemma, questa volta tenendo colloqui segreti con Matilda, Stephen lo fece arrestare, lo costrinse a cedere il controllo del castello e lo sostituì con uno dei suoi sostenitori più fedeli. Fino ad allora la carica era ereditaria, originariamente detenuta da Geoffrey de Mandeville (un amico di Guglielmo il Conquistatore e antenato del Geoffrey che trattò con Stefano e Matilde), ma vista l'importanza strategica da allora l'incarico fu affidato dal monarca a una persona di sua fiducia. Anche se il conestabile era ancora responsabile del mantenimento del castello e della sua guarnigione, gli venne affiancato un subordinato che lo aiutasse in questo compito: il "Luogotenente della Torre". I contestabili avevano anche doveri civici relativi alla città. Di solito erano responsabili della riscossione delle tasse, di far rispettare la legge e mantenere l'ordine. Nel 1191, l'istituzione della carica del Lord Mayor di Londra tolse al conestabile molti dei poteri civili e ciò, a volte, portò a scontri tra i due.

### Espansione
Si ritiene che il castello rimase inalterato dal 1100 fino al regno di Riccardo Cuor di Leone (1189-1199), quando venne ampliato da Guglielmo di Longchamp, Lord Cancelliere di Riccardo, mentre il re era impegnato nella crociata. Secondo un cronista del tempo, Ruggero di Hoveden, Longchamp fece scavare un fossato intorno al castello e tentò invano di riempirlo d'acqua proveniente dal Tamigi. Longchamp fu anche Conestabile della Torre e si prodigò per la sua espansione mentre si preparava per la guerra con il fratello minore di Riccardo, il principe Giovanni, il quale cercò di sfruttare l'assenza del re per impossessarsi del potere. Longchamp, fece della torre il punto strategico della sua difesa. Le nuove fortificazioni furono messe alla prova nel mese di ottobre 1191, quando la Torre fu assediata per la prima volta nella sua storia. Longchamp si arrese a Giovanni dopo soli tre giorni, ritenendo che fosse più vantaggioso arrendersi piuttosto che prolungare l'assedio.

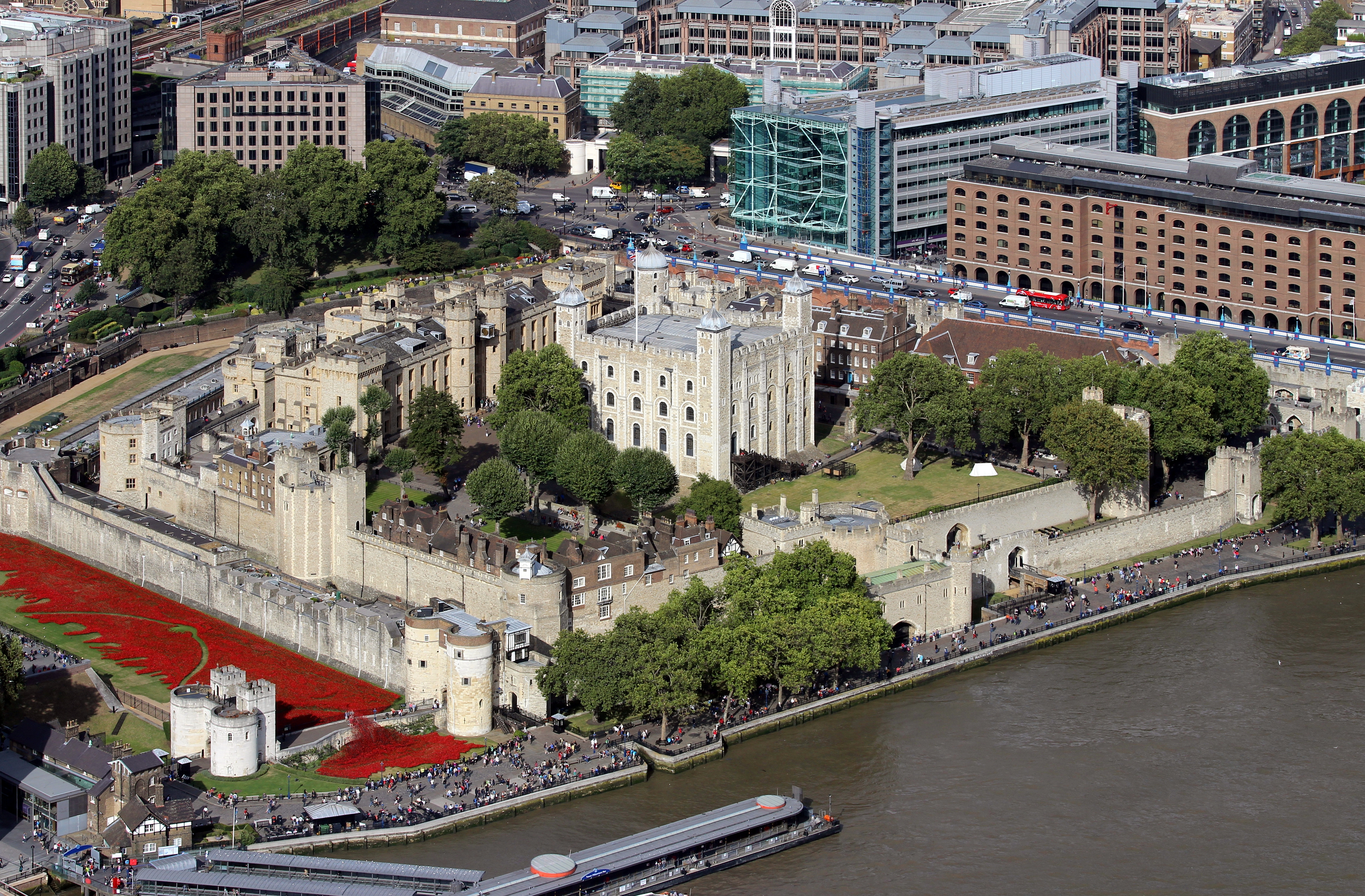
La Torre di Londra vista dal grattacielo The Shard. Il Tamigi è a sud. Le facciate esterne furono erette nel XII secolo.

Giovanni succedette a Riccardo come re nel 1199, ma il suo governo si dimostrò impopolare con molti dei suoi baroni, che in risposta si mossero contro di lui. Nel 1214, mentre il re si trovava al castello di Windsor, Robert Fitzwalter condusse un esercito a Londra e pose la Torre sotto assedio. La Torre, tuttavia, resistette e l'assedio fu tolto dopo che Giovanni firmò la Magna Carta. In seguito, il re rinnegò le sue promesse di riforma, e ciò portò allo scoppio della prima guerra dei baroni durante la quale il presidio della Torre si unì con le forze dei baroni. Giovanni fu deposto nel 1216 e i baroni offrirono il trono inglese al principe Luigi di Francia, il figlio maggiore del re di Francia. Tuttavia, dopo la morte di Giovanni, avvenuta nel mese di ottobre 1216, molti sostennero l'incoronazione del figlio maggiore, il principe Enrico. La guerra continuò tra le fazioni che sostenevano Luigi o Enrico, con Fitzwalter che si schierò per Luigi. Fitzwalter mantenne ancora il controllo di Londra e della Torre, fino a quando fu chiaro che i sostenitori di Enrico avrebbero prevalso.
Nel XIII secolo, i re Enrico III (1216-1272) ed Edoardo I (1272-1307) estesero il castello, rendendolo essenzialmente così com'è oggi. Enrico fu in conflitto con i suoi baroni e una reciproca mancanza di comprensione portò a disordini e risentimento verso il suo governo. Di conseguenza, si preoccupò di garantire alla Torre di Londra una inespugnabile fortificazione; inoltre, Enrico fu un esteta e volle fare del castello un luogo confortevole per vivere. Dal 1216-1227 quasi 10 000 sterline furono spese per il complesso e solo i lavori al Castello di Windsor costarono maggiormente (15 000 sterline). La maggior parte dei rinnovamenti si focalizzarono sugli edifici più sontuosi della corte più interna.
A partire dal 1238, il castello fu ampliato a est, a nord e a nord-ovest. I lavori attraversarono il regno di Enrico III e di Edoardo I, interrotti di tanto in tanto da disordini civili. Le nuove costruzioni inclusero un nuovo perimetro difensivo, costellato da torri, mentre sui lati ovest, nord e est, dove il muro non è difeso dal fiume, venne scavato un fossato difensivo. L'estensione orientale si protrasse oltre i confini del vecchio insediamento romano, segnato dalla cinta muraria che fu inizialmente incorporata nella difesa del castello. La torre fu a lungo considerata un simbolo di oppressione disprezzato dai londinesi e, pertanto, il programma di costruzione di Henry fu molto impopolare. Così, quando il corpo di guardia crollò nel 1240, la gente del posto festeggiarono l'evento. L'espansione causò diversi disagi e 166 sterline furono pagate all'ospedale di Santa Caterina e al priore di Santa Trinità a titolo di risarcimento.
Enrico III spesso riunì la corte alla Torre di Londra e in due occasioni anche il Parlamento (1236 e 1261), nei momenti in cui percepiva una pericolosità da parte dei baroni. Nel 1258, i baroni scontenti, guidati da Simon de Montfort, costrinsero il re ad accettare le riforme, tra cui il presenziare regolarmente in parlamento e rinunciare alla Torre. Enrico, preoccupato di perdere il potere, cercò il permesso dal papa per rompere il suo giuramento e, con l'appoggio di mercenari, si stabilì nel 1261 nella Torre. Nel mentre proseguì i negoziati con i baroni fino ad arrivare ad una tregua a patto che lasciasse il controllo della Torre. Grazie alla significativa vittoria nella battaglia di Evesham del 1265 gli riprese il controllo del paese e della Torre. Nell'aprile 1267 Gilberto di Clare, VII conte di Gloucester marciò su Londra e pose l'assedio al castello. Nonostante un grande esercito e l'uso di macchine d'assedio, Gilbert de Clare non fu in grado di conquistarlo e dovette ritirarsi.
Anche se raramente si trovava a Londra, Edoardo I intraprese un restauro costoso della Torre, che ammontò a 21 000 sterline, tra il 1275 e il 1285: più del doppio di quello che fu speso per il castello durante tutto il regno di Enrico III. Edoardo I fu un esperto costruttore di fortificazioni e utilizzò la sua esperienza nella guerra d'assedio durante le crociate per portare innovazioni alla Torre di Londra, introducendo l'uso diffuso di feritoie attingendo da influenze orientali. Edoardo fece riempire il fossato scavato da Enrico III e costruì una nuova recinzione continua lungo la sua linea. La parte occidentale del muro edificato da Enrico III fu ricostruita, con la Beauchamp Tower a sostituire la vecchia portineria del castello. Fu realizzato un nuovo ingresso, con elaborate difese, tra cui due portinerie e un barbacane. Nel tentativo di rendere il castello autosufficiente, Edoardo aggiunse due mulini ad acqua. Nel 1278, seicento ebrei furono imprigionati nella Torre di Londra accusati di ritaglio di moneta. La persecuzione della popolazione ebraica durante il regno di Edoardo iniziò nel 1276 per culminare nel 1290 quando venne emesso l'editto di espulsione, che costrinse gli ebrei ad emigrare fuori dal paese.

### Periodo tardo medioevale
Durante il regno di Edoardo II (1307-1327) vi fu relativamente poca attività presso la Torre di Londra. Nel 1321 Margaret de Clare, baronessa Badlesmere divenne la prima donna ad essere qui imprigionata dopo aver tentato di uccidere la regina Isabella ferendo mortalmente sei militari della scorta reale. Riservata in genere ai detenuti di alto rango, la Torre fu la prigione reale più importante del paese. Tuttavia non fu mai molto sicura e spesso i prigionieri corruppero le guardie per aiutarli a fuggire. Nel 1322 Ruggero Mortimer, I conte di March, fu aiutato nella sua fuga dalla Torre dal sottotenente della Torre che permise agli uomini di Mortimer di entrare. Una volta evaso, Mortimer scappò in Francia dove incontrò la regina madre Isabella di Francia con cui iniziò una relazione e un complotto per rovesciare il re. Uno dei primi atti di Mortimer, una volta rientrato in Inghilterra, fu quello di conquistare la Torre e liberare i prigionieri detenuti. Per tre anni egli governò mentre Edoardo III era troppo giovane per poterlo fare; nel 1330, Edoardo e i suoi sostenitori catturarono Mortimer e lo gettarono nella Torre. Sotto il regno di Edoardo III (1312-1377) l'Inghilterra ritrovò i successi militari, in particolare grazie alle battaglie di Crécy e Poitiers, in cui il re Giovanni II di Francia fu fatto prigioniero, e alla cattura del re Davide II di Scozia avvenuta nel corso della battaglia di Durham. Durante questo periodo, la Torre di Londra ospitò molti nobili prigionieri di guerra. Edoardo II aveva permesso che la Torre cadesse in uno stato di abbandono e dunque durante il regno di Edoardo III il castello fu un posto scomodo. La nobiltà tenuta prigioniera all'interno delle sue mura non fu nelle possibilità di praticare la caccia, ammessa nelle altre fortezze reali utilizzate come prigioni. Edoardo III ordinò, quindi, che il castello fosse ristrutturato.

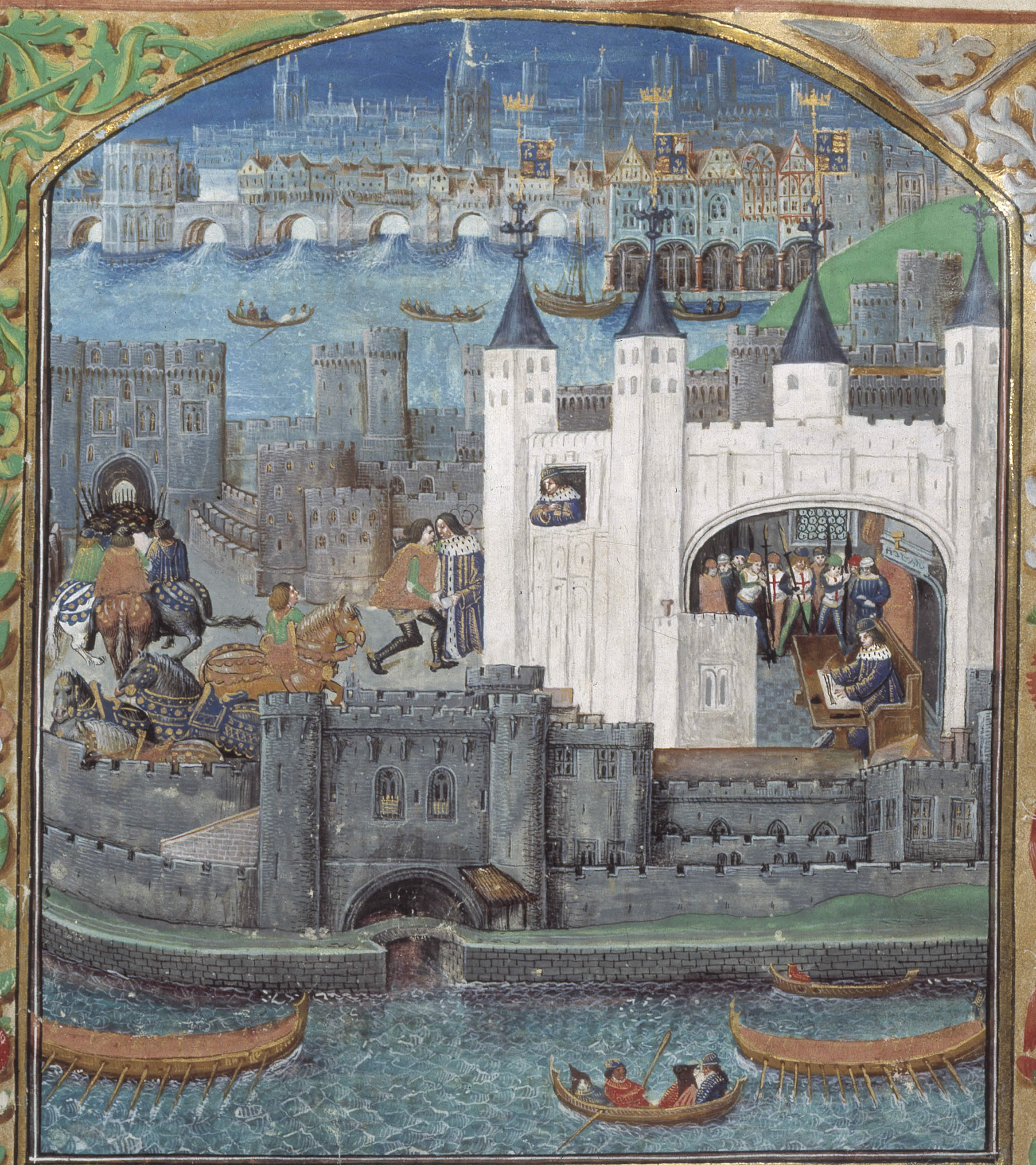
Uno dei potenti uomini francesi detenuti nella Torre durante la Guerra dei Cent'anni fu Carlo di Valois-Orléans, nipote del re di Francia. L'immagine è del XV secolo, ed è la più antica immagine non schematica sopravvissuta della Torre di Londra. Essa mostra la White Tower e la porta d'acqua.

Quando Riccardo II fu incoronato nel 1377, guidò una processione dalla Torre all'abbazia di Westminster. Questa tradizione perdurò fino al 1660. Nel 1381, durante rivolta dei contadini, la Torre di Londra fu assediata con il Re rifugiatosi all'interno. Quando Riccardo uscì per incontrare Wat Tyler, il capo dei ribelli, una folla si introdusse nel castello senza incontrare resistenza e riuscì a saccheggiare la Jewel House. L'Arcivescovo di Canterbury, Simon Sudbury, si rifugiò nella Cappella di San Giovanni, sperando che la folla rispettasse il santuario. Tuttavia, egli fu portato via e decapitato presso Tower Hill. Sei anni dopo vi furono nuove sommosse e Riccardo preferì trascorrere il Natale in sicurezza della Torre, piuttosto che nel castello di Windsor, come era più usuale. Quando Enrico Bolingbroke ritornò, nel 1399, dall'esilio, Riccardo fu imprigionato nella White Tower. In seguito egli abdicò e fu sostituito dallo stesso Bolingbroke, che divenne re Enrico IV. Nel XV secolo vi furono poche modifiche presso la Torre di Londra, ma il complesso rimase ancora importante come rifugio. Quando i sostenitori del defunto Riccardo II tentarono un colpo di Stato, Enrico IV trovò rifugio nella Torre. Durante questo periodo, nel castello vi furono rinchiusi molti illustri prigionieri. L'erede al trono scozzese, poi re Giacomo I di Scozia, fu rapito durante un viaggio in Francia nel 1406 e tenuto nella Torre. Il regno di Enrico V (1413-1422) vede rinnovarsi la fortuna dell'Inghilterra nella Guerra dei Cent'anni contro la Francia. In seguito alle vittorie di Enrico, come ad esempio la battaglia di Agincourt, molti prigionieri di alto rango furono ospitati nella Torre di Londra fino al loro riscatto.
Gran parte della seconda metà del XV secolo fu occupata dalla Guerra delle due rose tra i pretendenti al trono: le casate di Lancaster e York. Nel 1460, la Torre fu nuovamente assediata, questa volta dall'esercito degli York, venendo danneggiata dal fuoco di artiglieria, ma si arrese solo quando Enrico VI fu catturato nella battaglia di Northampton. Con l'aiuto di Richard Neville, XVI conte di Warwick, Enrico riconquistò il trono per un breve periodo nel 1470. Tuttavia, Edoardo IV, rovesciò il sovrano e fece imprigionare Enrico VI nella Torre di Londra dove fu, probabilmente, ucciso. Durante le guerre, la torre fu fortificata per resistere alle nuove armi e fu dotata di feritoie per cannoni e pistole. A sud di tower hill fu realizzata una muratura per questo scopo, tuttavia è andata distrutta.

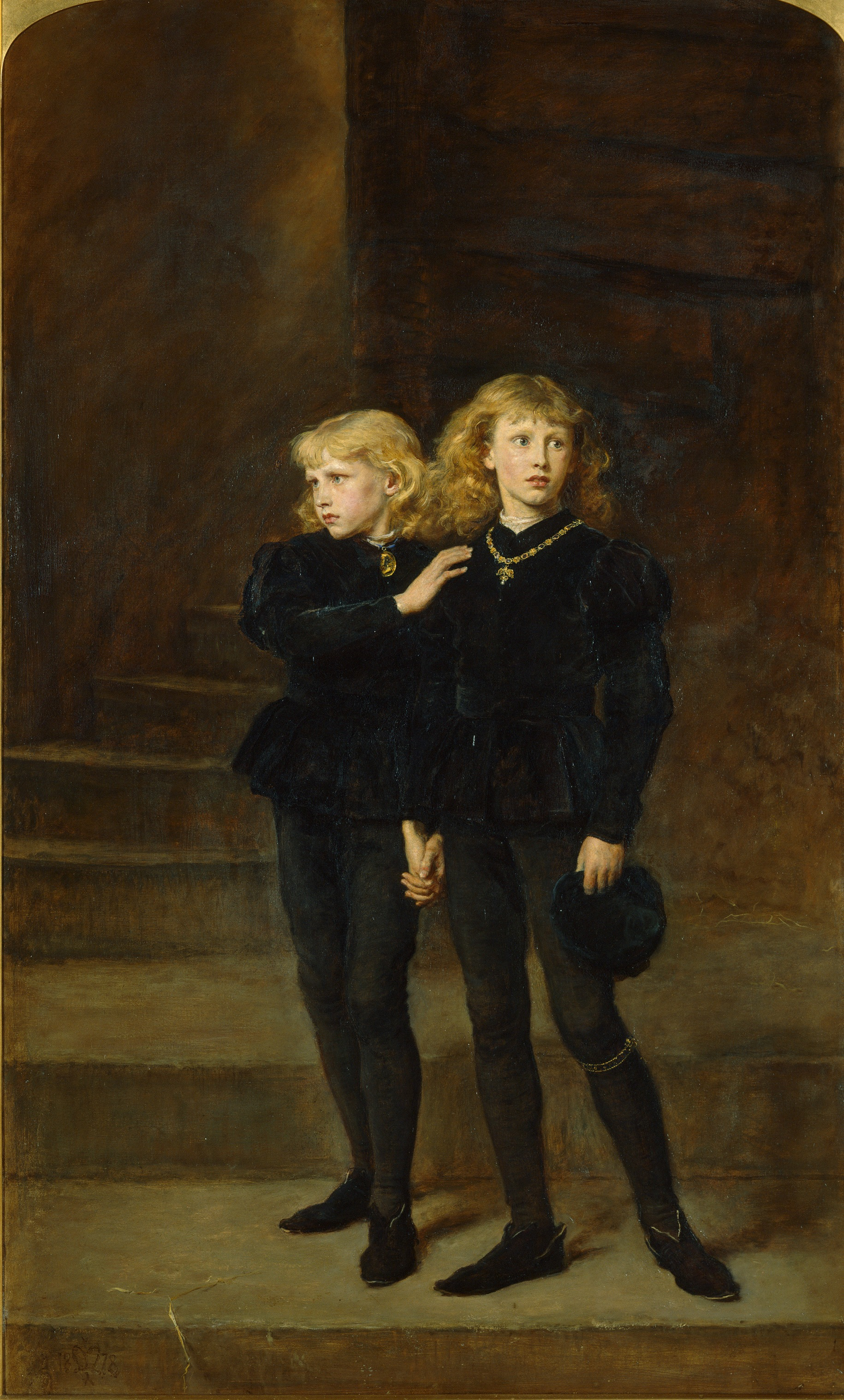
The Two Princes Edward and Richard in the Tower, 1483 di Sir John Everett Millais, 1878.

Poco dopo la morte di Edoardo IV, avvenuta nel 1483, tradizionalmente si ritiene che sia avvenuto il famigerato assassinio dei Principi nella Torre, considerato uno degli eventi più infami associati alla Torre di Londra. Lo zio di Edoardo V, Riccardo duca di Gloucester fu dichiarato Lord Protettore, essendo il principe troppo giovane per governare. Si racconta che il dodicenne Edoardo, insieme a suo fratello minore Riccardo, viveva rinchiuso nella Torre, mentre lo zio, Duca di Gloucester, fu proclamato re Riccardo III. I principi furono visti l'ultima volta in pubblico nel giugno 1483, e la tradizione vuole che vi sia il sospetto che la loro scomparsa sia attribuibile ad una uccisione avvenuta nella tarda estate del 1483. Nel 1674, furono ritrovate delle ossa, durante la demolizione di un edificio, che si ritenne appartenessero a loro; tuttavia, la profondità in cui furono ritrovare (dieci piedi) fanno pensare piuttosto a dei resti di un cimitero di epoca romana. L'opposizione a Riccardo si intensificò fino a quando fu sconfitto nella battaglia di Bosworth Field nel 1485 da Enrico Tudor dei Lancaster, che salì al trono come Enrico VII.

### Cambiamento d'uso
L'inizio del periodo Tudor segnò l'inizio del declino dell'utilizzo della Torre di Londra come residenza reale. Come riporta il cronista del XVI secolo Raphael Holinshed, la Torre venne usata più come "un'armeria e un deposito di munizioni, e un luogo per il soggiorno degli autori di reati, che come un palazzo che ospiti un re o una regina". Gli Yeomen Warders furono in servizio almeno dal 1509. Durante il regno di Enrico VIII si ritenne che la Torre avesse bisogno di un lavoro considerevole delle sue difese. Nel 1532, Thomas Cromwell spese 3 593 sterline per le riparazioni e importò quasi 3 000 tonnellate di pietra di Caen per i lavori. Tuttavia, questo non fu sufficiente a portare il castello al livello delle fortificazioni militari contemporanee che erano state progettate per resistere alla potente artiglieria. Anche se le difese vennero riparate, dopo la morte di Enrico gli edifici del palazzo vennero lasciati in stato di abbandono; la loro condizione fu così misera che erano praticamente inabitabili. Dal 1547 in poi, la Torre di Londra fu utilizzata come residenza reale solo qualora il suo simbolismo politico e storico fosse stato ritenuto utile, per esempio sia Edoardo VI, che Maria I e Elisabetta I soggiornarono brevemente presso la Torre prima delle loro incoronazioni.
Nel XVI secolo, la Torre acquisì una duratura reputazione come una prigione truce e ostile. Tuttavia questo non fu sempre così; infatti come castello reale, essa fu utilizzata dal monarca in carica per imprigionare persone per vari motivi, ma queste erano di solito di alto rango, piuttosto che cittadini poiché per essi vi erano altre prigioni comuni. Contrariamente all'immagine popolare della Torre, i prigionieri furono messi nelle condizioni di migliorare la loro condizione tramite l'acquisto di servizi, come cibo migliore o arazzi, attraverso il Luogotenente della Torre. Non essendovi state previste originariamente delle stanze per la detenzione, nel 1687 fu realizzato un edificio in mattoni, adatto a questo scopo, a nord-ovest della Torre Bianca. La reputazione della Torre per la tortura e la detenzione, deriva in gran parte da propagandisti religiosi del XVI secolo e scrittori romantici del XIX secolo. Sebbene la reputazione della Torre è stata esagerata, i secoli XVI e XVII segnarono l'apice del suo utilizzo come prigione e molti religiosi e politici scomodi vi furono rinchiusi. Il Consiglio della Corona sanzionò l'uso della tortura, quindi non è stata utilizzata frequentemente; tra il 1540 e il 1640, il periodo con un maggior numero di detenuti, vi sono stati 48 casi registrati di uso della tortura. Tra coloro che subirono la tortura presso la Torre vi fu Guy Fawkes, rinchiuso il 6 novembre 1605; in seguito al supplizio egli firmò una piena confessione di responsabilità della Congiura delle Polveri.
Tra le donne detenute e giustiziate presso la torre vi fu Anna Bolena. Anche se gli Yeoman furono inizialmente il corpo della Guardia Reale, a partire dal XVI e XVII secolo il loro compito principale diventò quello di occuparsi dei prigionieri. Solitamente le esecuzioni furono effettuate a Tower Hill piuttosto che nella stessa Torre e 112 furono giustiziate sulla collina in oltre 400 anni. Prima del XX secolo, vi erano state sette esecuzioni all'interno della Torre di Londra, sulla Green Tower; come per Lady Jane Grey, ciò fu riservato per i detenuti per i quali l'esecuzione pubblica era considerata pericolosa.

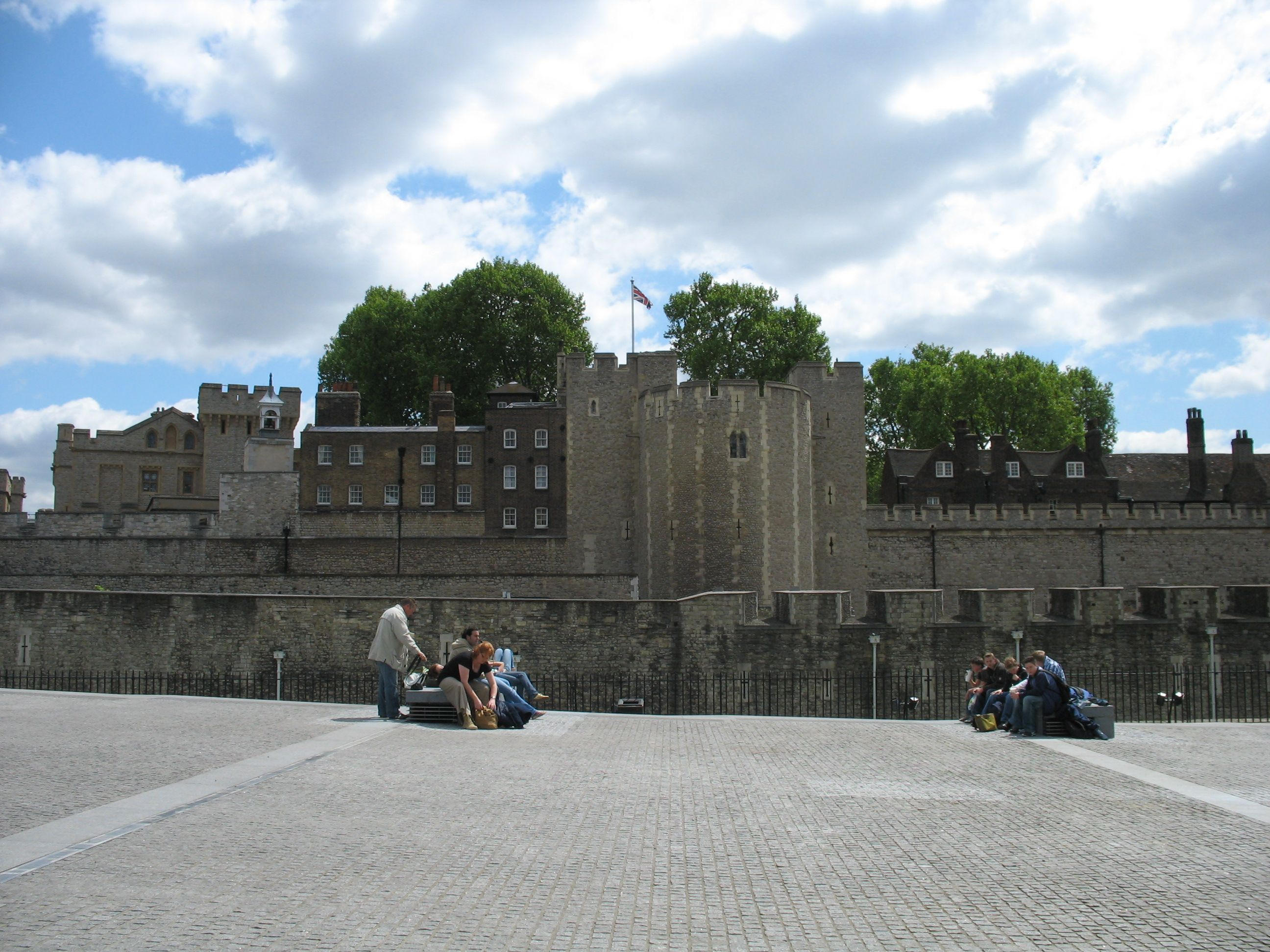
L'acciottolato di Tower Hill, a nord della Torre di Londra. In un periodo di 400 anni, 112 persone sono state giustiziate sulla collina.

Nel XV secolo fu fondato l'"Office of Ordnance and Armoury Office” (un particolare corpo militare britannico, con lo scopo di creare, testare e produrre nuovi armamenti) che prese in consegna doveri del Privy Wardrobe nella gestione dell'arsenale e degli oggetti di valore del monarca. Nel XVII secolo, le tensioni politiche tra Carlo I e il Parlamento, spinsero a rafforzare la Torre con forze fedeli al re e, nel 1640, una milizia fu spostata nel castello. Inoltre, vennero stilati dei piano per la difesa e costruite delle piattaforme per l'artiglieria, preparando così la Torre per la guerra. Tuttavia, ciò non si rese mai necessario. Nel 1642, Carlo I cercò di arrestare cinque membri del parlamento e, non riuscendoci, egli fuggì dalla città. Il Parlamento reagì rimuovendo Sir John Byron, il Luogotenente della Torre e la milizia a guardia cambiò schieramento supportando ora i parlamentari. Al posto di Byron venne nominato Sir John Conyers e, quando nel 1642 scoppiò la guerra civile inglese, la Torre di Londra era già sotto il controllo del Parlamento.
Carlo II fu l'ultimo monarca che mantenne la tradizionale processione dalla Torre all'abbazia di Westminster durante la sua incoronazione del 1660. Tuttavia, Carlo non passò la notte precedente nella Torre, poiché non vi erano più stanze in sufficienti condizioni. Sotto i re Stuart, gli edifici della Torre furono oggetto di restauri, per lo più sotto l'egida dell'Office of Ordnance. Nel 1663 furono spesi poco più di 4 000 sterline per la costruzione di un nuovo magazzino, ora conosciuto come la New Armouries, nella corte interna. Durante il XVII secolo vennero pianificati ulteriori miglioramenti per le difese della Torre, tuttavia essi non vennero mai realizzati.

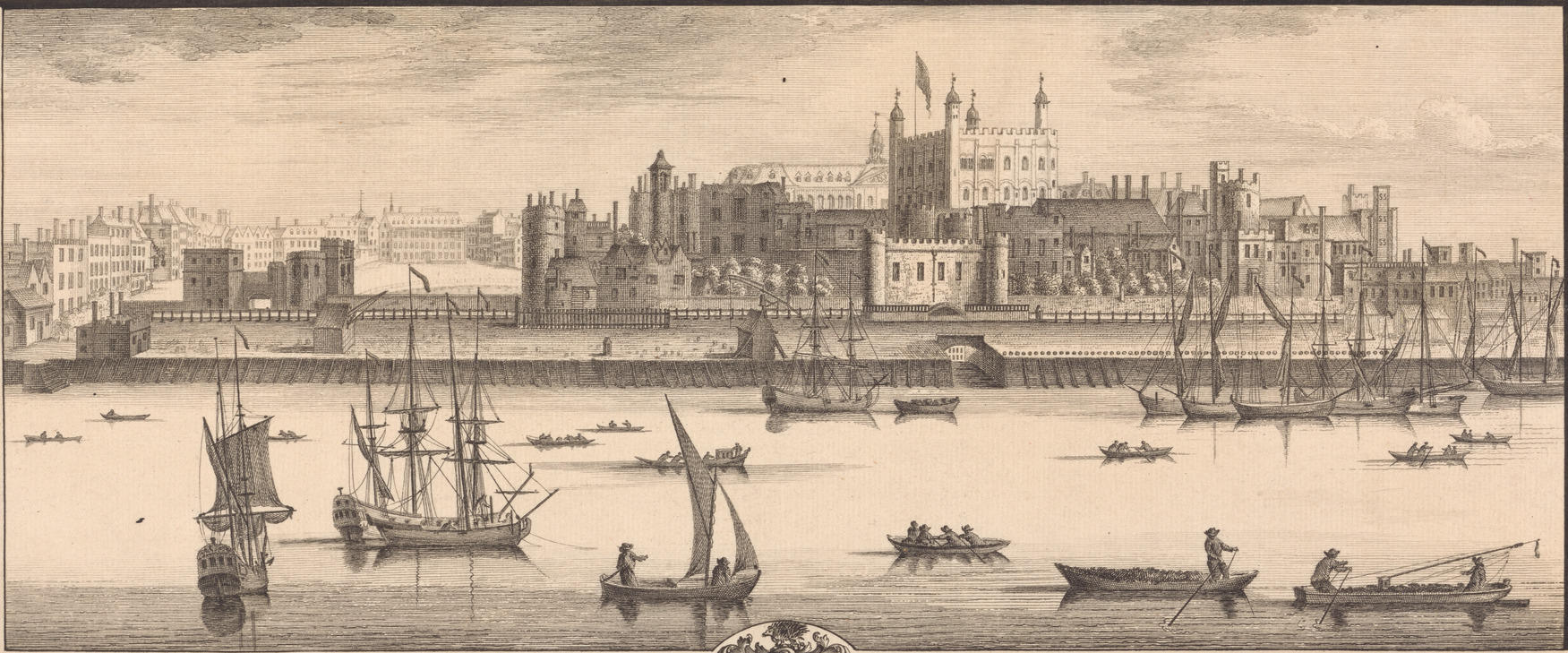
Un'incisione della Torre di Londra nel 1737 da Samuel e Nathaniel Buck

Quando la dinastia Hannover salì al trono, la loro situazione si presentava incerta e si pensava che vi potesse essere una ribellione degli scozzesi e quindi la Torre di Londra venne riparata. Nonostante questi timori, il numero di cannoni alla Torre fu ridotto da 118 a 45, e un commentatore contemporaneo osservò che il castello "non avrebbe resistito ventiquattro ore contro un esercito preparato per un assedio". La maggior dei lavori svolti nel XVIII secolo furono frammentari e incloncludenti, anche se nel 1774 fu realizzato un nuovo passaggio a sud che consentiva il raggiungimento del molo su Tamigi dalla corte esterna.
Nel 1845, quando il duca di Wellington pose la prima pietra, iniziò la costruzione della caserma Waterloo nella corte interna. L'edificio fu in grado di ospitare fino a 1 000 uomini; allo stesso tempo, furono edificati quartieri separati per gli ufficiali a nord-est della White Tower. L'edificio è oggi sede del Royal Regiment of Fusiliers. La popolarità del movimento cartista tra il 1828 e il 1858 portò alla volontà di rifortificare la Torre di Londra come difesa in caso di disordini civili. Questo fu l'ultimo grande programma di fortificazione del castello. La maggior parte delle strutture per l'artiglieria e per le armi da fuoco risalgono a questo periodo.
Durante la prima guerra mondiale, undici uomini furono processati nella Torre per spionaggio e fucilati da un plotone d'esecuzione. La Torre fu nuovamente usata per ospitare prigionieri di guerra nella Seconda Guerra Mondiale e tra questi vi fu, anche se per soli 4 giorni nel 1941, Rudolf Hess, il vice di Adolf Hitler. Egli fu l'ultimo prigioniero di stato detenuto presso il castello. L'ultima persona ad essere giustiziata nella la Torre fu la spia nazista Josef Jakobs il 15 agosto 1941. Sempre durante il secondo conflitto mondiale, la Torre fu utilizzata per l'ultima volta come fortificazione: in caso di un'invasione tedesca, la Torre, insieme con la Royal Mint e i magazzini posti nelle vicinanze, avrebbero costituito le ultime difese della capitale.

## Architettura

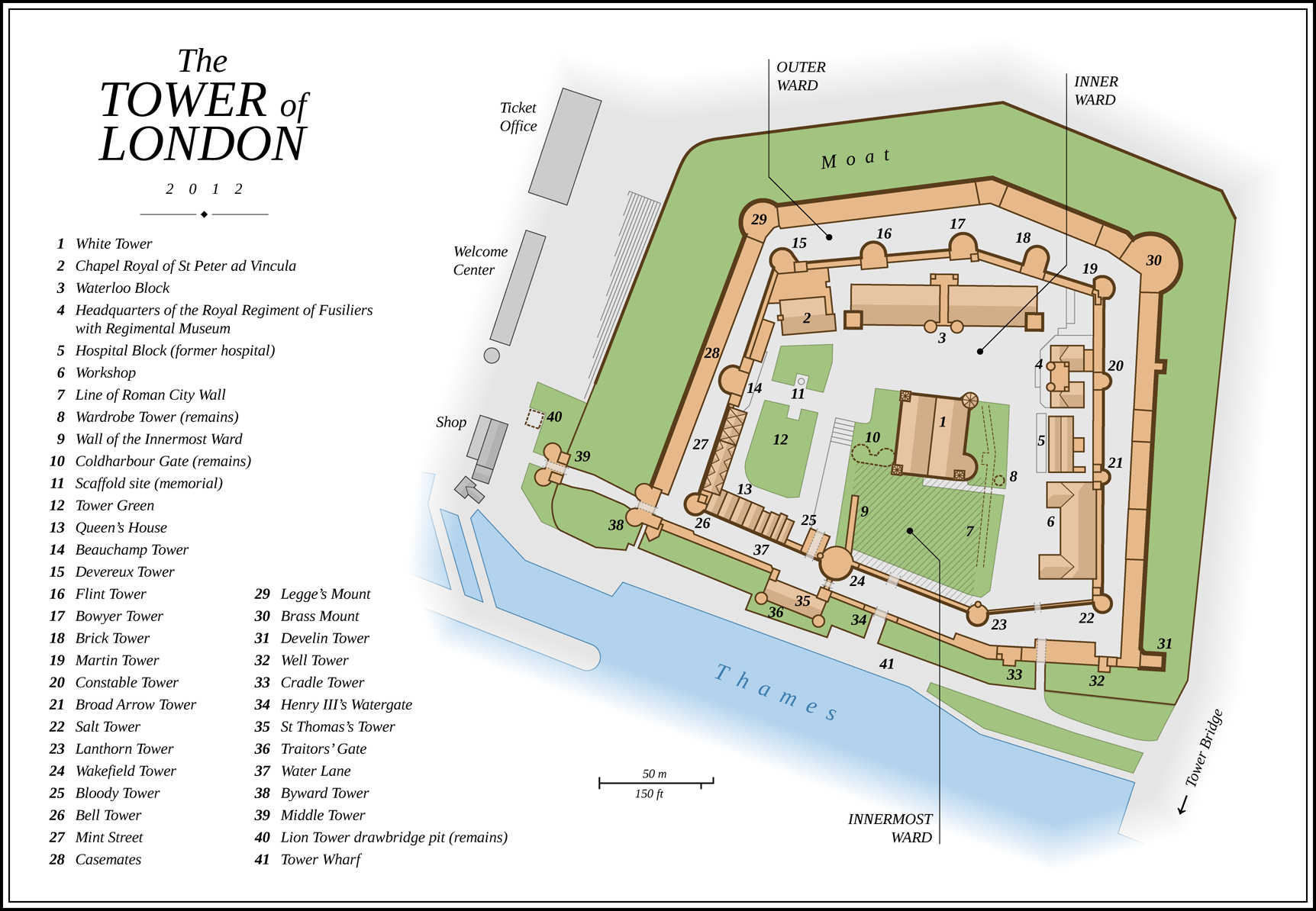
Pianta della Torre di Londra

### Schema
La torre fu rivolta, con le sue più forti ed imponenti difese, verso i prospicienti anglosassoni; l'archeologo Alan Vince ha suggerito che questa scelta sia stata intenzionale. Domina visivamente la zona circostante che fu particolarmente attiva nel traffico fluviale sul fiume Tamigi. Il castello è composto da tre "corti". Quella più interna contiene la White Tower, che rappresenta il primo nucleo del complesso. Sui lati nord, est e ovest è circondata dal cortile interno, realizzato durante il regno di Riccardo Cuor di Leone (1189-1199). Infine, vi è il cortile esterno che comprende il castello e che è stato costruito da Edoardo I. Anche se vi sono state diversi fasi di espansione dopo la sua fondazione da parte di Guglielmo il Conquistatore, lo schema generale dell'edificio è rimasto pressoché immutato da quando Edoardo ne ha completato la sua ricostruzione nel 1285. Il castello si estende una superficie di quasi 4,9 ettari con altri 2,4 ettari posti intorno e che costituiscono una zona di terra libera sotto l'influenza diretta del castello e mantenuta tale per ragioni militari. Fu Enrico III, nel XIII secolo, ad ordinare di mantenere libera una striscia di terra adiacente al castello. Nonostante la narrativa popolare, la Torre di Londra non ha mai avuto una camera di tortura permanente, anche se al piano interrato della White Tower è stato ospitato un cavalletto durante alcuni periodi. La Wharf Tower fu costruita sulla riva del Tamigi da Edoardo I e fu ampliata, portandola alle dimensioni attuali, durante il regno di Riccardo II (1377-1399).

### White Tower
La White Tower è un mastio, spesso la struttura più imponente in un castello medievale, che conteneva gli alloggi per il signore, in questo caso il re o un suo rappresentante. Secondo lo storico militare Allen Brown, "La grande torre [White Tower] è stata anche, in virtù della sua forza, alloggio signorile, il mastio par excellence". Una delle più grandi della cristianità, la White Tower è stata descritta come "il palazzo più completo dell'XI secolo, in Europa".

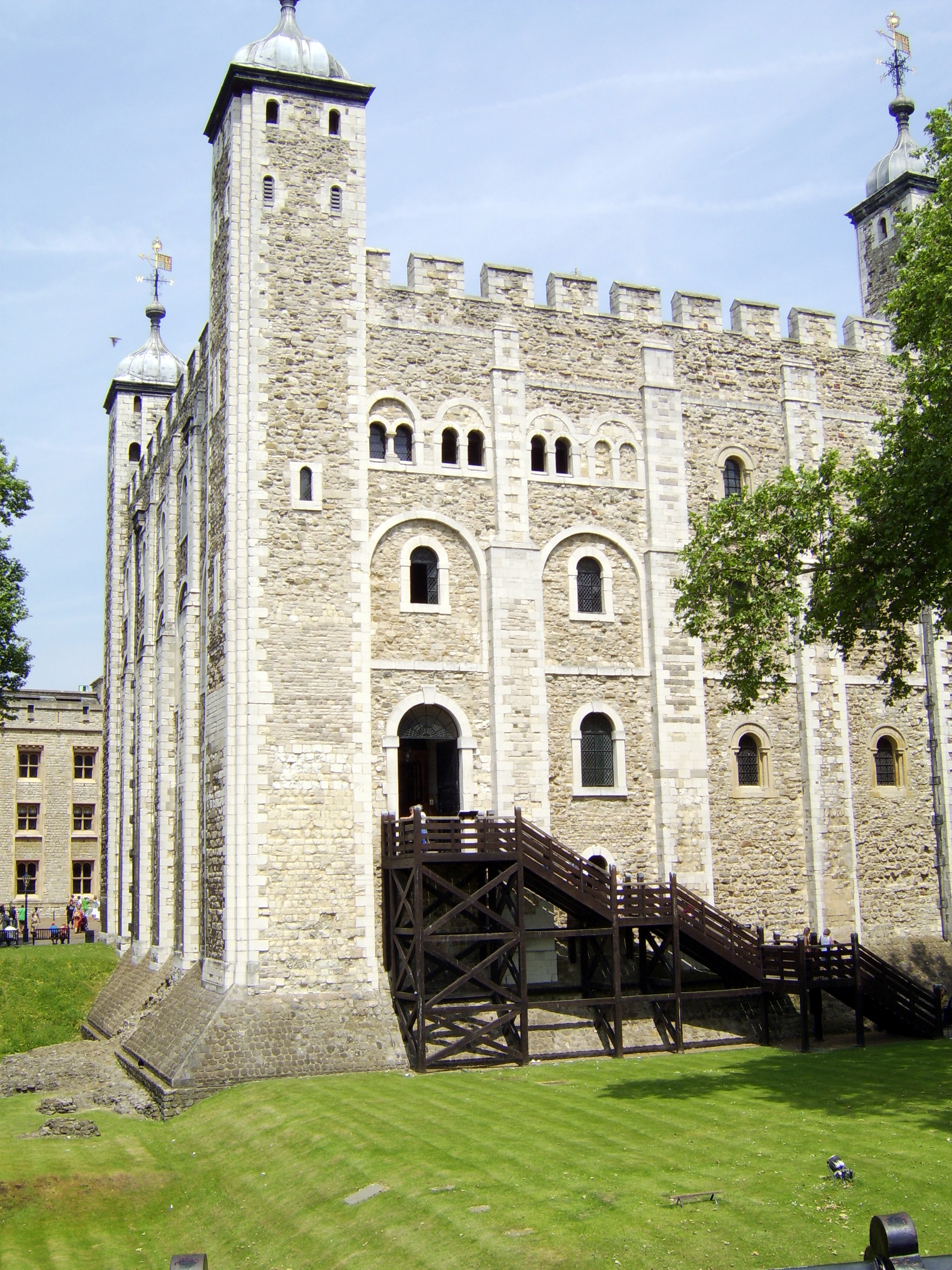
L'ingresso originario alla White Tower era a livello del primo piano.

La White Tower, escludendo le sue sporgenti torri angolari, misura 36 per 32 metri alla base ed è alta 27 m, se misurata ai merli meridionali. La struttura era originariamente composta da tre piani: un piano seminterrato, un piano di ingresso e un piano superiore. L'ingresso, come è usuale nell'architettura normanna, era al di sopra del terreno, in questo caso sulla parete sud, e vi si accede tramite una scala in legno che avrebbe potuto essere rimossa in caso di un attacco. Fu probabilmente durante il regno di Enrico II (1154-1189) che venne aggiunta al lato sud della torre per fornire maggiori difese all'ingresso, ma essa non è sopravvissuta. Ogni piano è diviso in tre camere, la più grande posta verso occidente, una stanza più piccola nel lato nord-est e la cappella. Agli angoli occidentali dell'edificio vi sono torri quadrate, mentre a nord-est una torre rotonda ospita una scala a chiocciola. All'angolo sud-est vi è una insenatura semicircolare più grande che ospita l'abside della cappella. L'edificio fu pensato per essere sia una residenza confortevole, nonché una roccaforte; le latrine furono costruite nelle pareti e quattro camini forniscono calore.
Il materiale da costruzione più utilizzato è la pietra di Kent, tuttavia si fece ricorso anche a fango locale indurito. Per realizzare alcuni dettagli della facciata, è stata importata la pietra di Caen dal nord della Francia; poco di questo materiale originale è sopravvissuto e, in gran parte, è stato sostituito con la pietra di Portland nei secoli XVII e XVIII. Anche la maggior parte delle finestre della torre furono modificate durante il XVIII secolo, in particolare furono ampliate, oggi ne rimangono solo due di originali, anche se restaurati, nella parete sud a livello della galleria.
La torre era appoggiato su un fianco ad una collinetta, in modo che il lato nord del piano interrato fosse parzialmente sotto il livello del suolo. Come è tipico della maggior parte delle costruzioni analoghe, il piano inferiore fu concepito per essere utilizzato per lo stoccaggio e una delle camere contiene un pozzo. Anche se la disposizione è rimasta invariata fin dalla costruzione della torre, l'interno della cantina risale in gran parte al XVIII secolo, quando la terra della collinetta fu in parte tolta e le volte di legno preesistenti sono state sostituite con controparti in mattoni. Il piano interrato è accessibile attraverso piccoli pertugi.

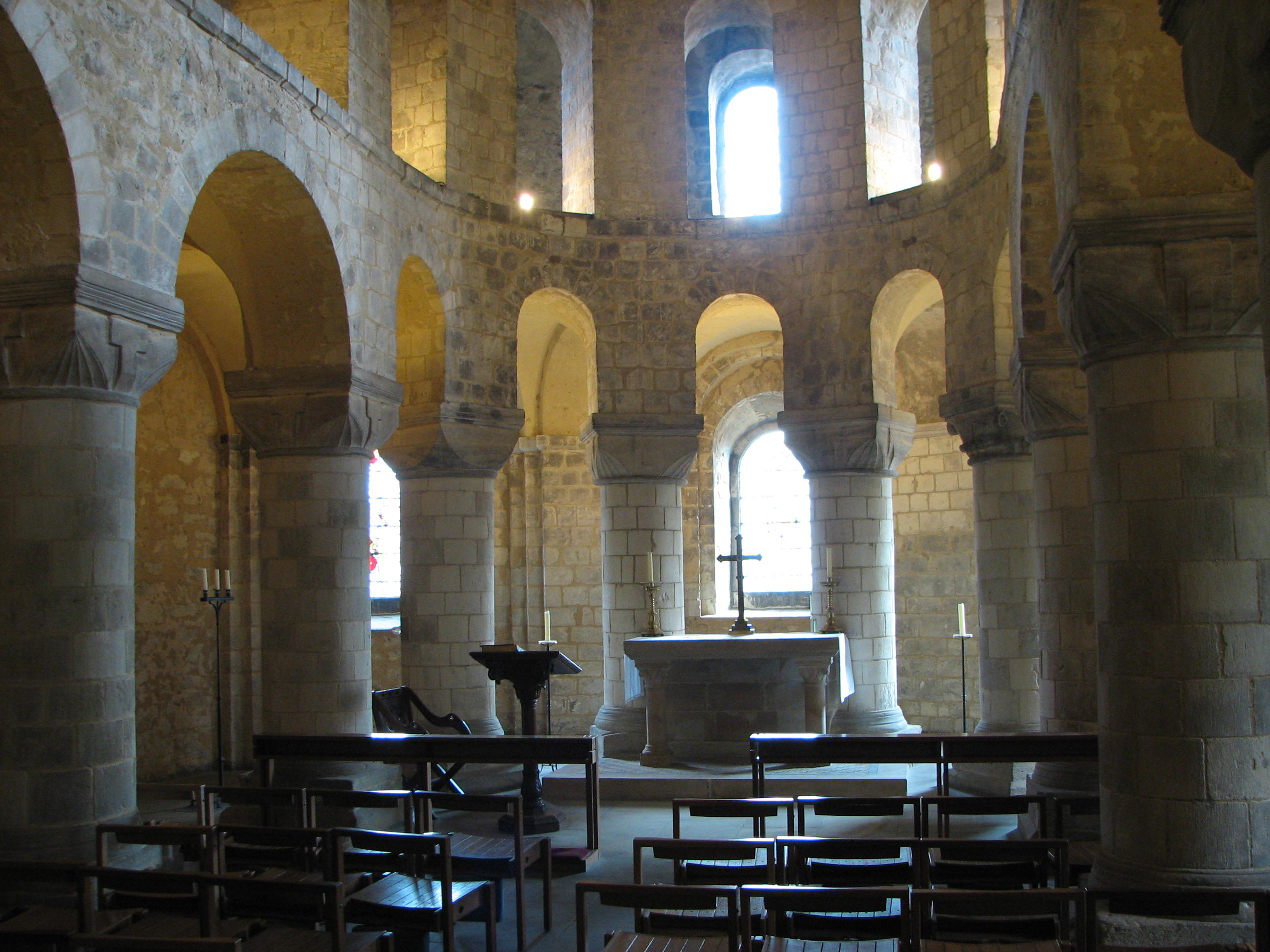
Cappella di San Giovanni, all'interno della White Tower.

Il piano d'ingresso era probabilmente destinato ad abitazione del Conestabile della Torre, del tenente della Torre di Londra e di altri importanti funzionari. L'ingresso a sud venne bloccato durante il XVII secolo e non riaperto fino al 1973. Coloro che si recavano al piano superiore erano obbligati a passare attraverso una camera più piccola posta ad est. La cripta della cappella di San Giovanni occupava l'angolo sud-est ed era accessibile solo dalla camera orientale. Vi è un incavo nella parete nord della cripta; secondo Geoffrey Parnell, Custode della Storia Torre presso il Royal Armouries, "la forma senza finestre e l'accesso limitato, suggeriscono che è stata pensata come una camera blindata per la custodia di tesori reali e documenti importanti".
Il piano superiore conteneva una grande sala posta ad ovest, una camera residenziale ad est e la Cappella di San Giovanni a sud-est. L'ultimo piano è stato aggiunto nel XV secolo, insieme con l'attuale tetto. La cappella di San Giovanni non faceva parte del progetto originale della White Tower, infatti la nicchia absidale risulta essere stata costruita dopo le pareti dello scantinato. L'attuale aspetto della cappella, che appare nuda e disadorna, ricorda come poteva essere in epoca normanna. Nel XIII secolo, durante il regno di Enrico III, la cappella è stata decorata con alcuni ornamenti come una croce d'oro dipinta e vetrate che raffiguravano la Vergine Maria e la Santa Trinità.

### Corte più interna
La corte più interna racchiude un'area posta immediatamente a sud della White Tower , che si estende fino quella che era la riva del fiume Tamigi. Come era frequente in altri castelli, la corte più interna fu probabilmente invasa di edifici in legno fin dalla fondazione della Torre. Tra il 1220 e il 1230, gli alloggi furono ristrutturati ed elaborati, diventando paragonabili con altre residenze sontuose, come castello di Windsor. La costruzione della Wakefield Tower e della Lanthorn Tower, situate agli angoli del muro della corte più interna lungo il fiume, iniziarono intorno al 1220. Probabilmente esse servirono come residenze private per, rispettivamente, la regina e il re. Le prime testimonianze di come sono state decorate le camere reali proviene dal tempo del regno di Enrico III: la camera della regina era imbiancata e vi erano dipinti di fiori e di imitazioni di pietra. Una grande sala esisteva nel sud del reparto, tra le due torri. Fu simile, anche se leggermente inferiore, a quello che fece costruire Enrico III presso il Castello di Winchester.
Vicino alla torre Wakefield vi era una postierla che consentiva l'accesso agli appartamenti privati del re. Il reparto più interno era originariamente circondato da un fossato di protezione, completato nel 1220. In questo periodo, fu costruita anche una cucina in tale zona. Tra il 1666 e il 1676, la corte più interna fu trasformata e gli edifici del palazzo rimossi. L'area intorno alla White Tower fu realizzata in modo che chiunque si avvicinasse avrebbe dovuto attraversare il terreno aperto. La Jewel House è stata demolita e i Gioielli della Corona furono trasferiti nella Martin Tower.

### Cortile interno

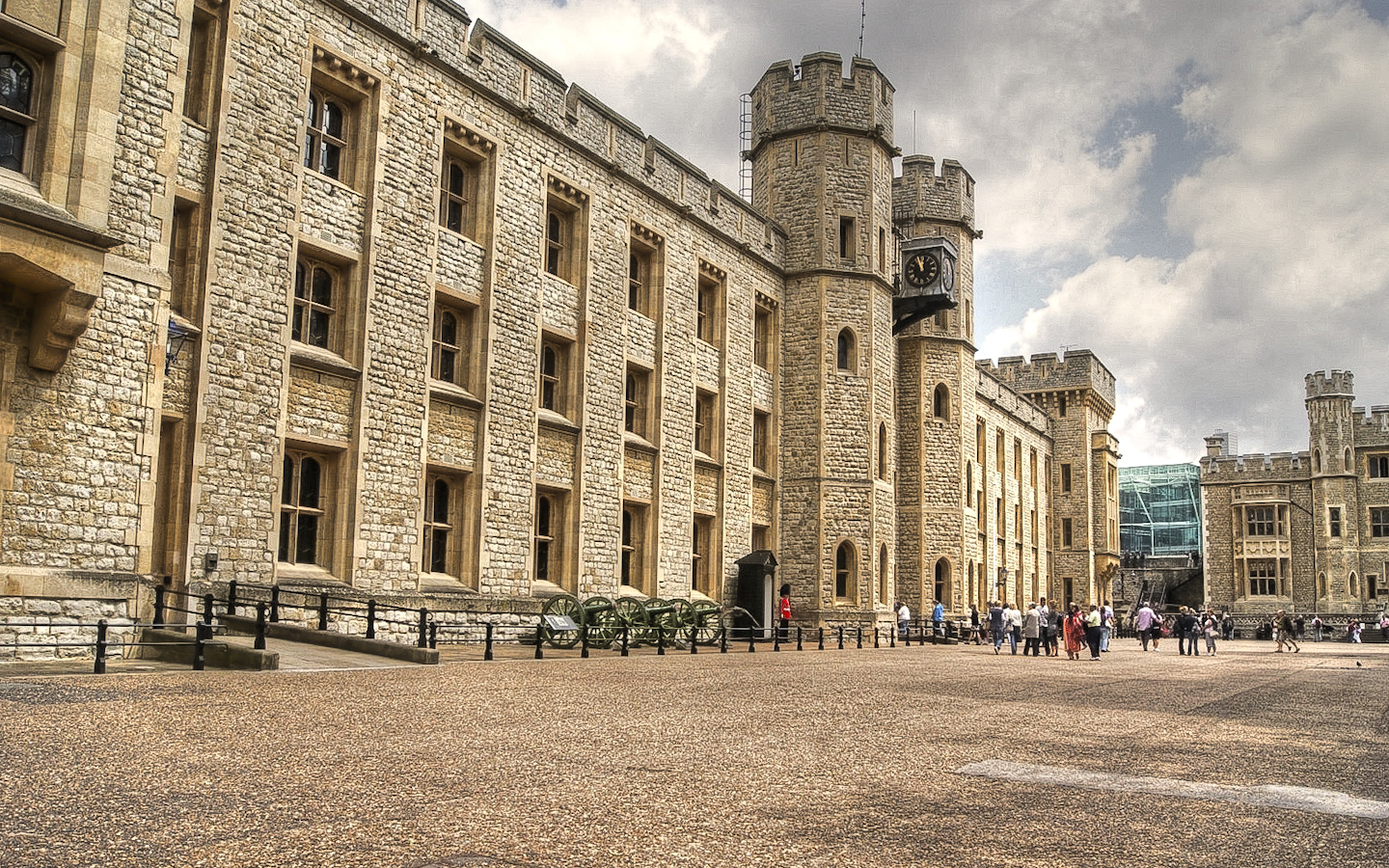
Facciata sud della caserma Waterloo.

Il cortile interno è stato realizzato durante il regno di Riccardo Cuor di Leone, quando è stato scavato un fossato ad ovest del reparto più interno, raddoppiando così le dimensioni del complesso. Enrico III fece innalzare delle pareti a est e a nord del reparto. La maggior parte dei lavori compiuti sotto il volere di Enrico sopravvivono tutt'oggi e solo due delle nove torri da lui volute sono state ricostruite. Tra i Wakefield e la torre lanterna, il muro della corte più interna serve anche come cortina muraria per la cortile interno. L'ingresso principale del cortile interno era posto attraverso una guardiola, molto probabilmente nella parete ovest del sito, in quella che oggi è la Beauchamp tower. Il muro occidentale del cortile interno è stato ricostruito da Edoardo I. La Beauchamp tower, originaria del XIII secolo, segna il primo utilizzo su larga scala in Gran Bretagna di mattoni come materiale da costruzione, dopo l'abbandono dei Romani nel V secolo. La Beauchamp tower è una delle 13 torri che costellano la facciata continua. In senso antiorario da un angolo sud-ovest che sono le torri: Bell, Beauchamp, Devereux, Flint, Bowyer, Brick, Martin, Constable, Broad Arrow, Salt, Lanthorn, Wakefield e Bloody. Nonostante queste torri fossero state edificate in una posizione di defilamento, in modo da essere utilizzate contro un potenziale aggressore, esse contenevano anche un alloggio. Come suggerisce il nome, la Bell Tower ospitava un campanile, il cui scopo era di dare l'allarme in caso di un attacco. L'armiere reale, responsabile della produzione di longbow, balestre, catapulte e altre armi d'assedio e da mano, aveva una bottega nella Bowyer Tower. Una torretta posta sopra la Lanthorn Tower è stata usata come un faro per chi si avvicina di notte.
Come risultato della espansione voluta da Enrico, la chiesa di San Pietro ad Vincula, una cappella normanna che in precedenza era rimasta al di fuori della torre, fu incorporata nel castello. Enrico fece decorare la cappella con l'aggiunta di vetri e un palco per se stesso e la regina. Fu ricostruita da Edoardo I per un costo di oltre 300 £ e nuovamente da Enrico VIII nel 1519; la datazione dell'attuale edificio è fatta dunque risalire a questo periodo, anche se la cappella è stata ristrutturata nel XIX secolo. Posta subito ad ovest della Wakefield, Tower, la Bloody Tower è stata costruita sia come parete divisoria del cortile interno che come porta di accesso al castello dal Tamigi. Era costituita da una struttura semplice, protetta da una saracinesca e una porta. La torre ha acquisito il suo nome, in italiano "torre sanguinosa", nel XVI secolo essendo stata ritenuta il luogo dell'omicidio dei Principi nella Torre. Tra il 1339 e 1341, una guardiola fu costruita nella parete divisoria tra la Bell Tower e la Salt Tower. Nel corso del regno dei Tudor, furono costruiti una serie di edifici destinati al deposito di munizioni lungo l'interno del cortile nord.. Durante gli Stuart gli edifici del castello sono stati ristrutturati, per lo più sotto l'egida dell'Ufficio dell'Artiglieria. Nel 1663 poco più di 4000 £ sono state spese per la costruzione di un nuovo magazzino (ora conosciuto come la "nuova armeria") nel cortile interno. La costruzione del "Grande Magazzino" a nord della White Tower fu iniziata nel 1688, sullo stesso sito dei fatiscenti magazzini dei Tudor; esso è andato poi distrutto da un incendio nel 1841. La "Caserma Waterloo" fu costruita sul sito e rimane fino ad oggi ed ospita i gioielli della Corona.

### Cortile esterno
Durante i lavori di ampliamento voluti da Edoardo I, venne aggiunto un terzo cortile che circonda completamente il castello. Allo stesso tempo, un bastione conosciuto come il "Monte della Legge" è stato costruito all'angolo nord-ovest. "Monte Ottone", il bastione posto nell'angolo nord-est, è stato un'aggiunta successiva. Tre torri rettangolari poste lungo la parete sono state smantellati nel 1843. Anche se i bastioni sono stati spesso attribuiti al periodo Tudor, non vi sono prove a sostegno di ciò; indagini archeologiche suggeriscono che il "Monte della Legge" risalga al regno di Edoardo I. Le merlature che si trovano nel lato sud del "Monte della Legge" sono le uniche merlature medioevali sopravvissute della Torre di Londra (le restanti sono sostituzioni di epoca vittoriana). Un nuovo fossato profondo 50 metri è stato scavato al di fuori dei nuovi limiti del complesso; in origine al centro era più profondo di 4,5 metri rispetto a quanto lo sia oggi. Con l'aggiunta di un nuovo muro divisorio, il vecchio ingresso principale alla Torre di Londra è stato oscurato e reso ridondante; un nuovo ingresso è stato creato nell'angolo sud-ovest della cinta muraria esterna.
Il complesso era costituito da un interno e da un corpo di guardia esterno, che divenne nota come la "Torre del Leone" avendo fatto parte, almeno del 1330, al complesso della Royal Menagerie. Questa torre non è sopravvissuta. Edoardo estese il lato sud della Torre di Londra sulla terra che era stata in precedenza sommersa dal fiume Tamigi. In questa parete, tra il 1275 e il 1279, fu costruitala "Torre San Tommaso", più tardi conosciuta come "Traitors' Gate", che sostituì la "Bloody Tower" come porta di accesso dal Tamigi. L'edificio è unico in Inghilterra e l'esempio più simile è stata la porta sull'acqua, ora demolita, del palazzo del Louvre di Parigi. Vi era la presenza di numerose balestriere utilizzabili in caso di un attacco al castello dal fiume; c'era anche una saracinesca all'ingresso per controllare chi entrava. Al primo piano vi erano alloggi di lusso. Edoardo spostà anche la Royal Mint nella Torre; la sua esatta posizione iniziale non è nota, anche se era probabilmente era posta nel cortile esterno o nella "Lion Tower". Nel 1560, la Royal Mint si trovava in un edificio nel cortile esterno nei pressi della "Salt Tower". Tra il 1348 e il 1355, una seconda porta rivolta verso l'acqua, "Cradle Tower", è stata aggiunta ad est della "Torre San Tommaso", per l'uso privato del re.

## Restauro e turismo

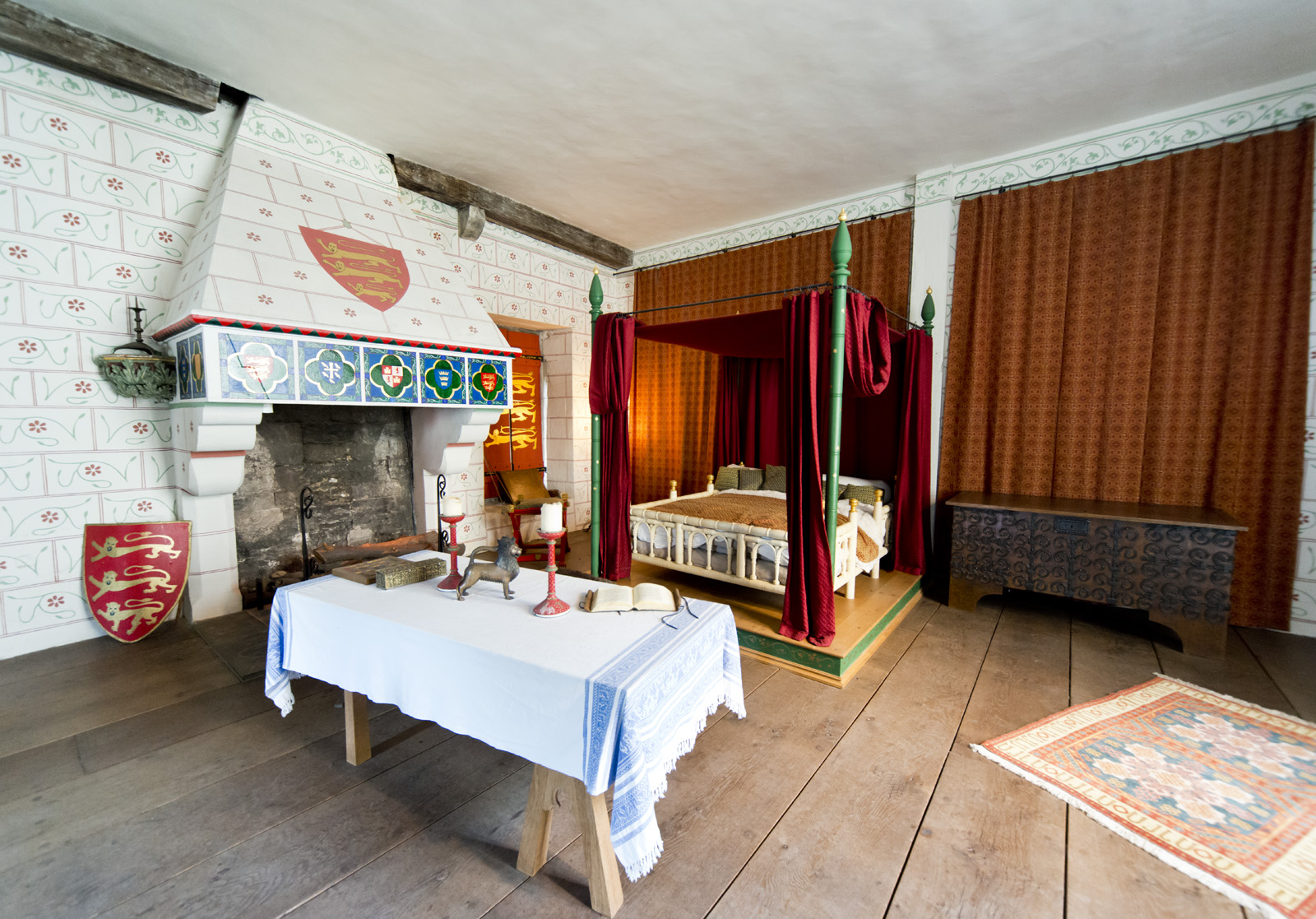
Ricreazione della camera da letto di Edoardo I nella St Thomas Tower

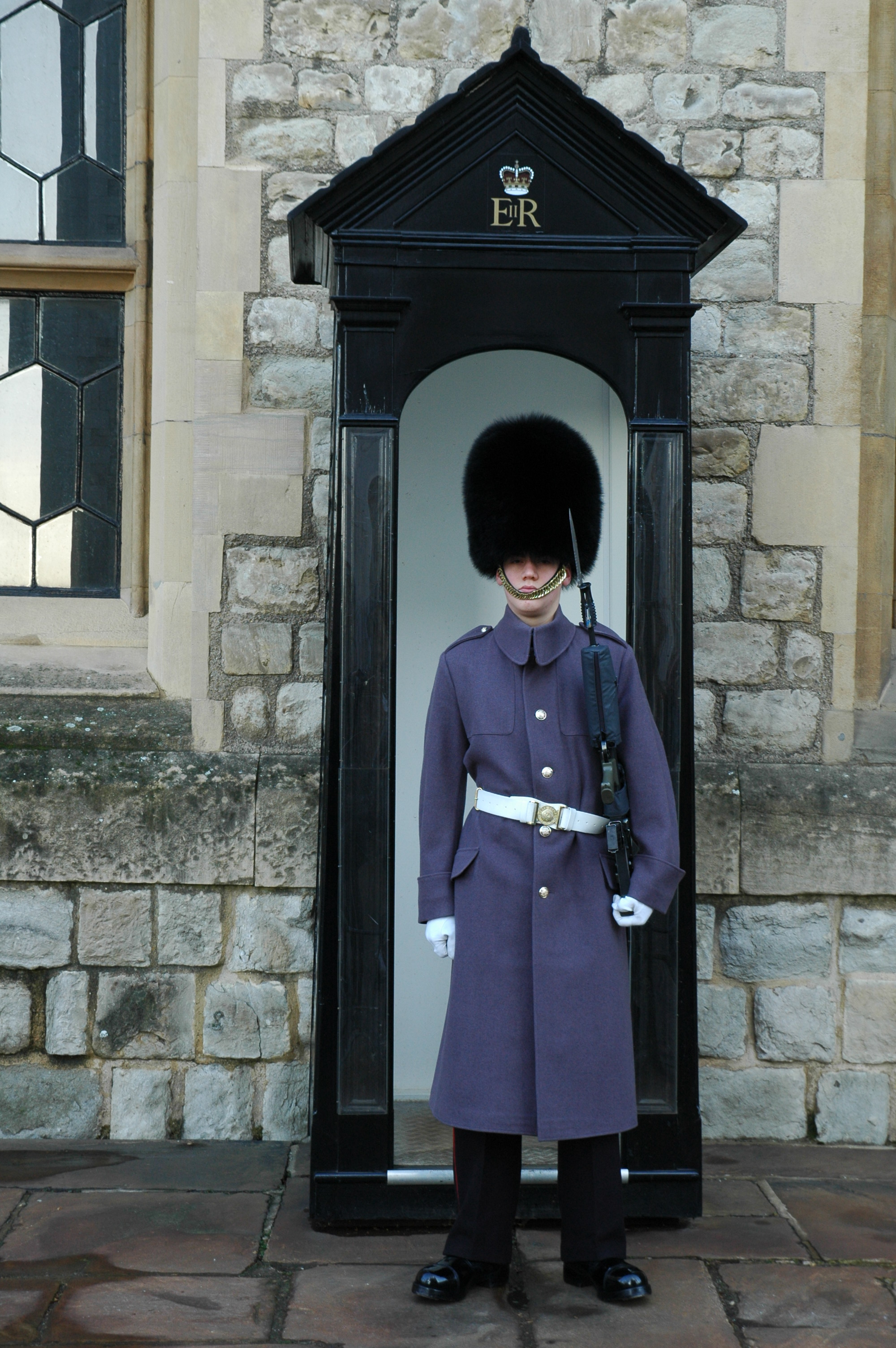
Guardia reale alla Torre di Londra

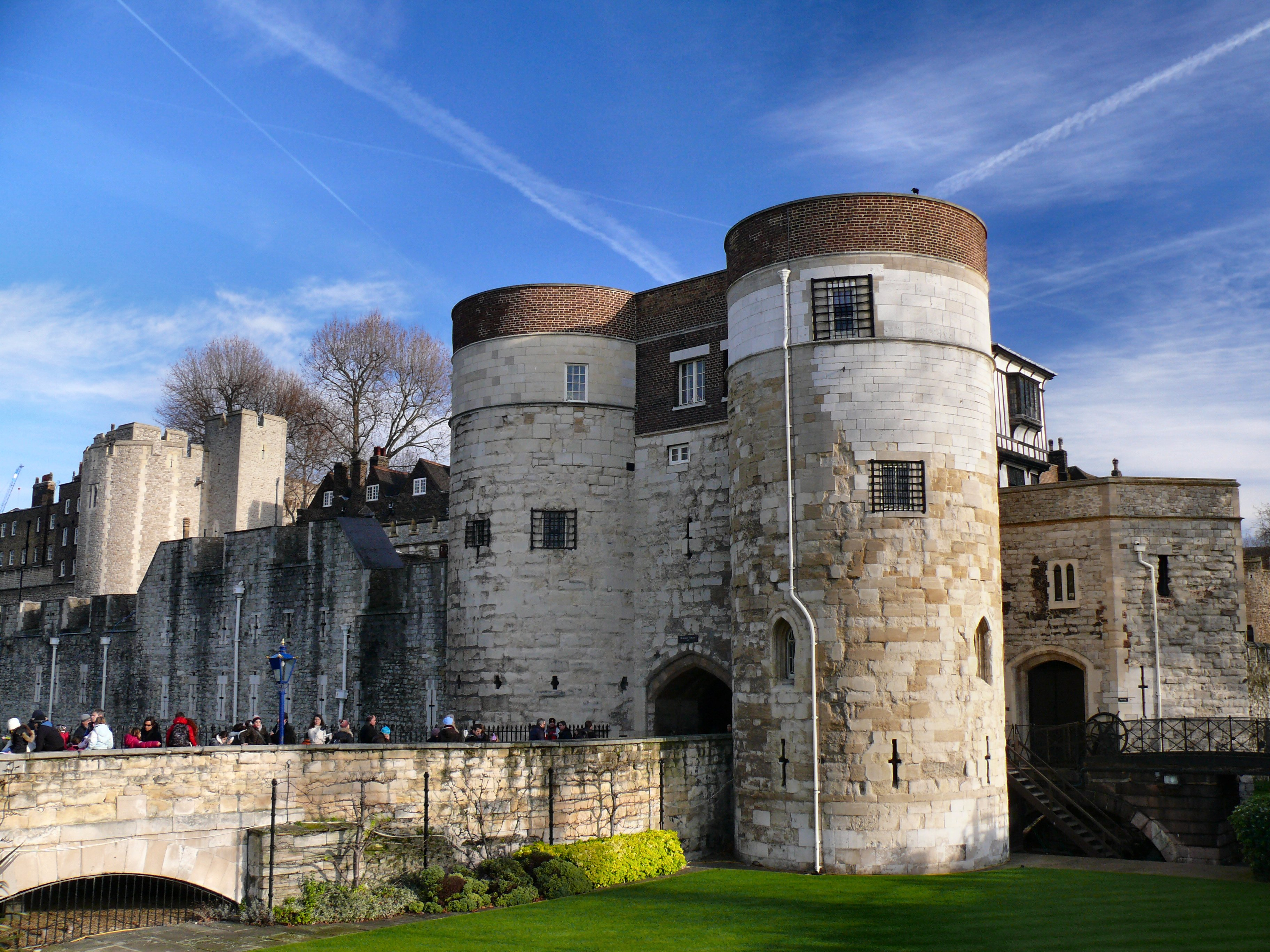
L'ingresso principale della Torre di Londra. Oggi il castello è una popolare attrazione turistica.

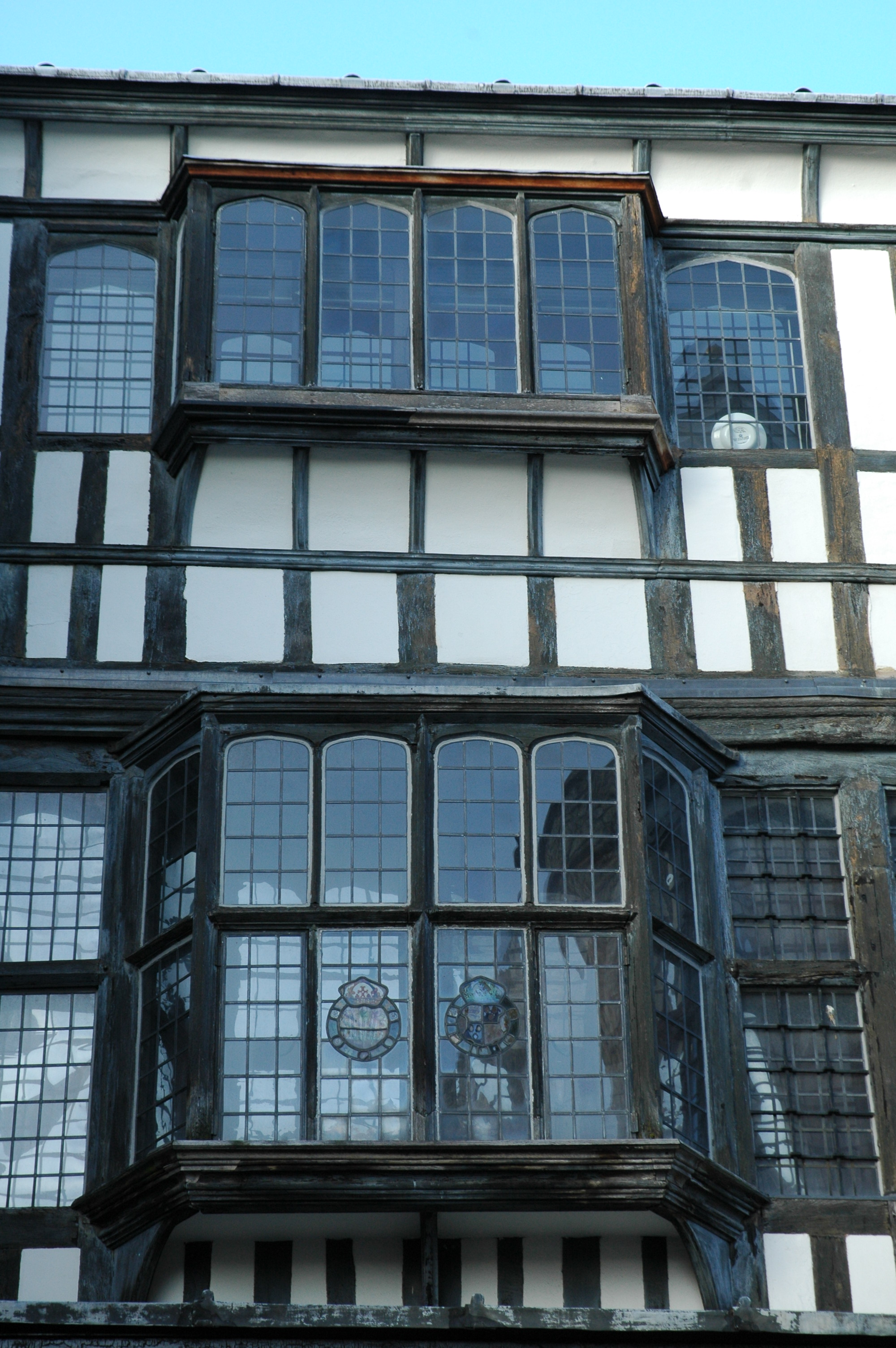
Interno del complesso della Torre di Londra

La Torre di Londra è una delle attrazioni turistiche più popolari e affermate del paese fin dal periodo elisabettiano. Le sue attrazioni più popolari sono la Menagerie reale e l'esposizione delle armature. Anche i gioielli della corona hanno destato molto interesse e sono esposti al pubblico fin dal 1669. Durante il XIX secolo la Torre di Londra ha guadagnato costantemente popolarità tra i turisti tanto che nel 1851 è stata realizzata una biglietteria dedicata. Alla fine del secolo, si registravano oltre 500 000 visite ogni anno.
Durante il XVIII e XIX secolo gli edifici sontuosi vennero progressivamente adattati per altri usi o demoliti. Solo le torri Wakefield e St Thomas sono sopravvissute. Il XVIII secolo ha segnato un crescente interesse verso il passato medievale dell'Inghilterra che ha portato ad affermarsi l'architettura neogotica. Nella torre di Londra ciò si può apprezzare quando l'armeria, caratterizzata da vari elementi neogotici, come le merlature, è stata costruita nel 1825 nella parete sud della White Tower. Altri edifici sono stati ristrutturati per assecondare questo stile. Tra il 1845 e il 1885, alcune istituzioni come la zecca che erano ospitate nel castello per secoli, si trasferirono ad altri siti; molte delle strutture post-medievali lasciate vuote sono state demolite.
L'interesse dei turisti è stato in parte alimentato dagli scrittori contemporanei, tra cui i lavori di William Harrison Ainsworth che furono particolarmente influenti. Nel romanzo The Tower of London egli creò una vivida immagine di camere di tortura sotterranee e metodi per l'estrazione di confessioni che si focalizzarono nell'immaginario pubblico. Harrison suggerì anche che la Beauchamp tower sarebbe dovuta essere aperta al pubblico. Lavorando su questo suggerimento, Anthony Salvin ristrutturò la torre e intraprese un ulteriore programma per un restauro completo per volere del Principe Alberto. A Salvin successe nei lavori John Taylor, che rimosse diversi edifici importanti che non ha soddisfacevano le sue aspettative di architettura medievale e in alcuni casi rimosse le decorazioni interne post-medievale.
Anche se, durante la prima guerra mondiale, solo una bomba cadde sulla Torre di Londra, il secondo conflitto mondiale ha lasciato qualche segno in più. Il 23 settembre 1940, durante la battaglia d'Inghilterra, bombe ad alto potenziale danneggiarono il castello, distruggendo diversi edifici e mancando la White Tower. Dopo la guerra, i danni sono stati riparati e il complesso è stato riaperto al pubblico.
Nel 1974, vi fu una esplosione in una camera della White Tower che ha provocato un morto e 35 feriti. Nessuno ha mai rivendicato la responsabilità per questo attentato ma le indagini della polizia hanno portato i sospetti verso l'IRA.

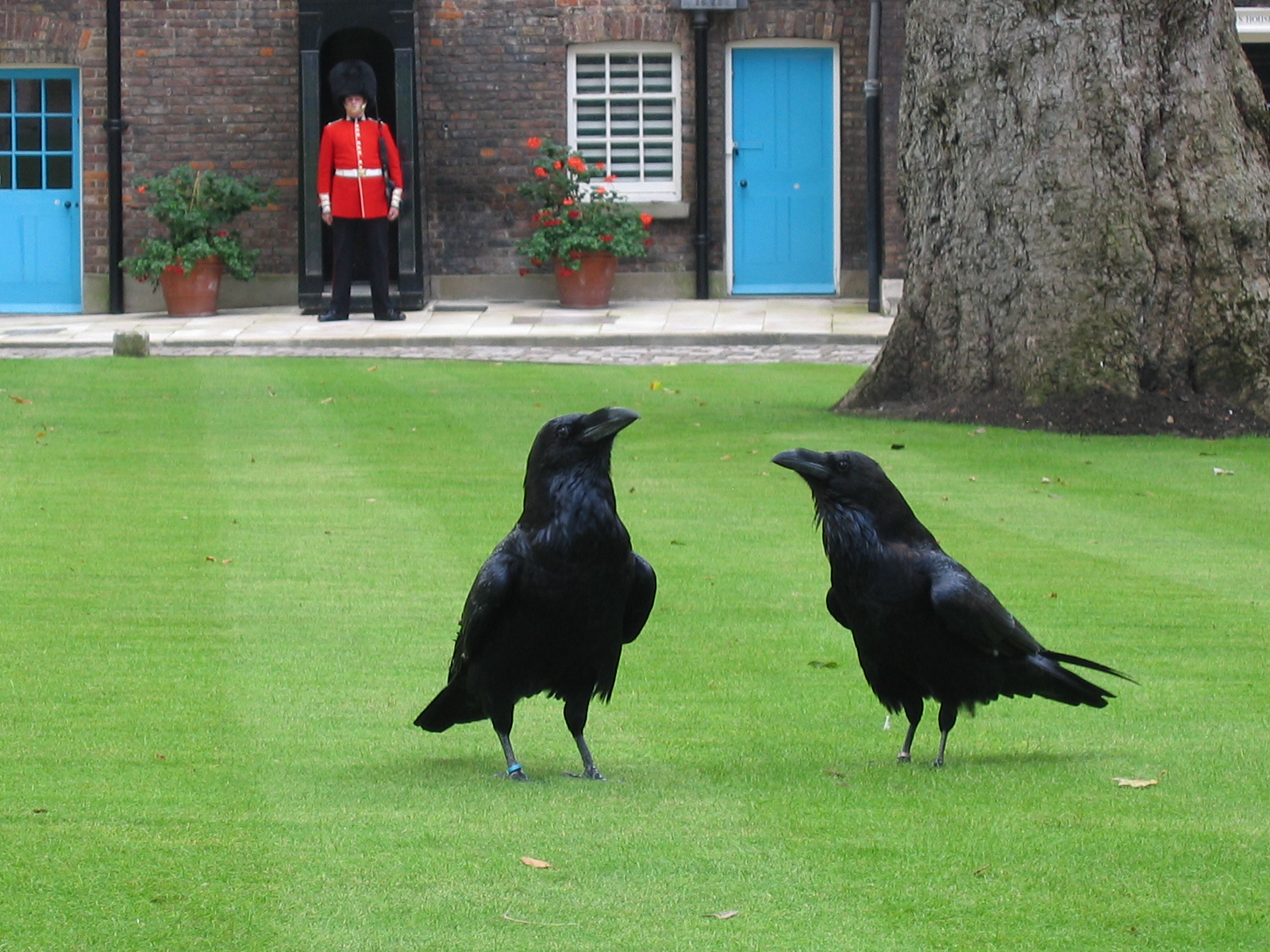
Due corvi della Torre di Londra

Nel XXI secolo il ruolo principale della torre di Londra è quello di attrazione turistica, le restanti attività militari del Royal Logistic Corps si sono trasferite fuori dal castello. Tuttavia, la Torre è ancora la sede cerimoniale del Royal Regiment of Fusiliers e il museo dedicato ad esso e al suo predecessore: il Royal Fusiliers. Inoltre, un distaccamento delle Guardie della Regina di Buckingham Palace monta ancora una guardia alla Torre e, con i Beefeater, partecipa quotidianamente alla "Cerimonia delle Chiavi" ogni giorno. In diverse occasioni durante l'anno, salve di cannone vengono sparate dalla Torre dall'Honourable Artillery Company.
La Torre di Londra è gestita da una fondazione indipendente, l'Historic Royal Palaces, che non riceve alcun finanziamento da parte del governo e dalla Corona. Nel 1988, la Torre di Londra è stato aggiunta alla lista UNESCO del Patrimonio Mondiale dell'Umanità, in riconoscimento della sua importanza globale e per contribuire alla sua conservazione. I resti del palazzo medievale sono stati aperti al pubblico dal 2006. I visitatori possono esplorare le camere restaurate al loro antico splendore, un tempo utilizzati da re e regine. Anche se il ruolo del Conestabile della Torre resta la più alta carica detenuta presso la Torre, la responsabilità della gestione ordinaria è delegata al governatore residente. Almeno sei corvi sono conservati presso la Torre, in conformità con la convinzione che se fossero assenti il regno cadrebbe. Essi sono posti sotto la cura dei Beefeater (i guardiani della torre). Il primo riferimento conosciuto a un corvo della torre è in una foto dal 1883. Oltre ad avere funzioni di rappresentanza, i guardiani della torre presenziano a visite guidate al complesso. Secondo l'Historic Royal Palaces, oltre 2,4 milioni di persone hanno visitato la Torre di Londra durante il 2011.

## Gioielli della corona

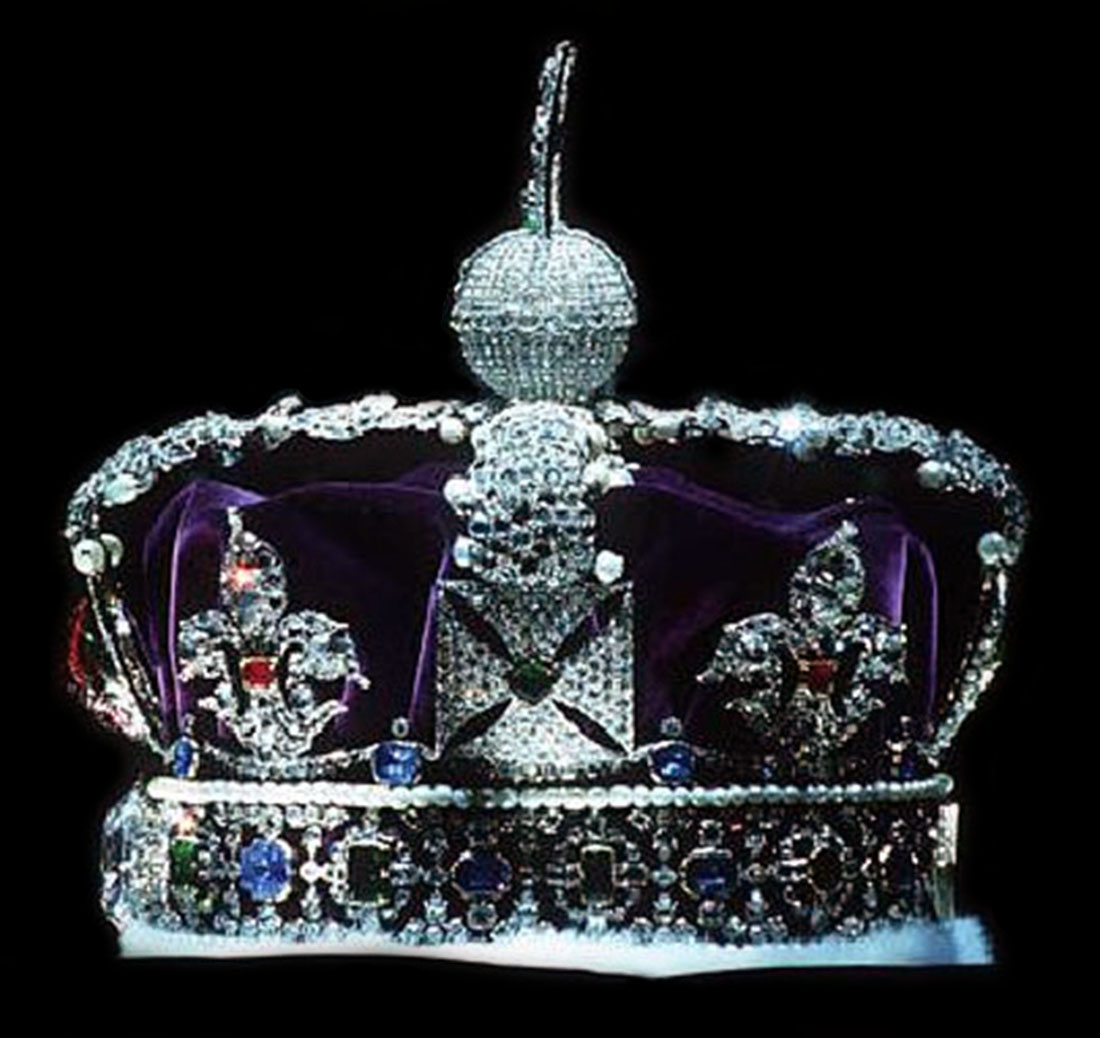
La Corona imperiale di stato

I gioielli della Corona inglese sono tradizionalmente ospitati nella Torre di Londra probabilmente dal regno di Enrico III (1216-1272). La Jewel House è stata costruita appositamente per accogliere le insegne reali, tra cui gioielli, piatti e simboli della regalità quali la corona, lo scettro e la spada. Quando vi era bisogno di recuperare del denaro, il monarca poteva impegnare i gioielli. Essi hanno permesso l'indipendenza del monarca dall'aristocrazia e di conseguenza i gioielli sono stati strettamente sorvegliati. Fu istituito il ruolo di "custode dei gioielli, armerie e altre cose", un incarico ben retribuito; durante il regno di Edoardo III (1312-1377) il titolare veniva pagato 12d al giorno. La posizione crebbe fino a includere altri compiti, tra cui l'acquisto dei gioielli reali, di oro, di argento e la nomina di orafi reali e gioiellieri.
Nel 1649, durante la guerra civile inglese, il contenuto della Jewel House è stato sottratto insieme ad altre proprietà reali. Gli elementi metallici sono stati inviati alla zecca per essere fusi e riutilizzati, mentre le corone sono state rotte. Nel 1660, quando la monarchia è stata restaurata, le uniche regalia superstiti erano un cucchiaio del XII secolo e tre spade cerimoniali. Il resto dei gioielli della Corona dovette essere ricreato. Nel 1669, la Jewel House è stata demolita e i gioielli della corona vennero trasferiti nella Martin Tower dove potevano essere visti dal pubblico solo con il pagamento a un custode di una tassa. Due anni più tardi, il colonnello Thomas Blood tentò di rubarli, ma senza successo.
Durante la seconda guerra mondiale i gioielli furono temporaneamente portati fuori dalla Torre, secondo i rapporti ufficiali furono portati in segreto nel caveau delle assicurazioni Sun Life a Montréal in Canada, insieme ai lingotti d'oro della Banca d'Inghilterra; tuttavia, alcune voci non ufficiali sostengono che potrebbero essere stati invece portati nella Round Tower del Castello di Windsor, o nel deposito di lingotti di Fort Knox, negli Stati Uniti. I gioielli della Corona sono attualmente conservati nella caserma Waterloo presso la Torre.

## Menagerie

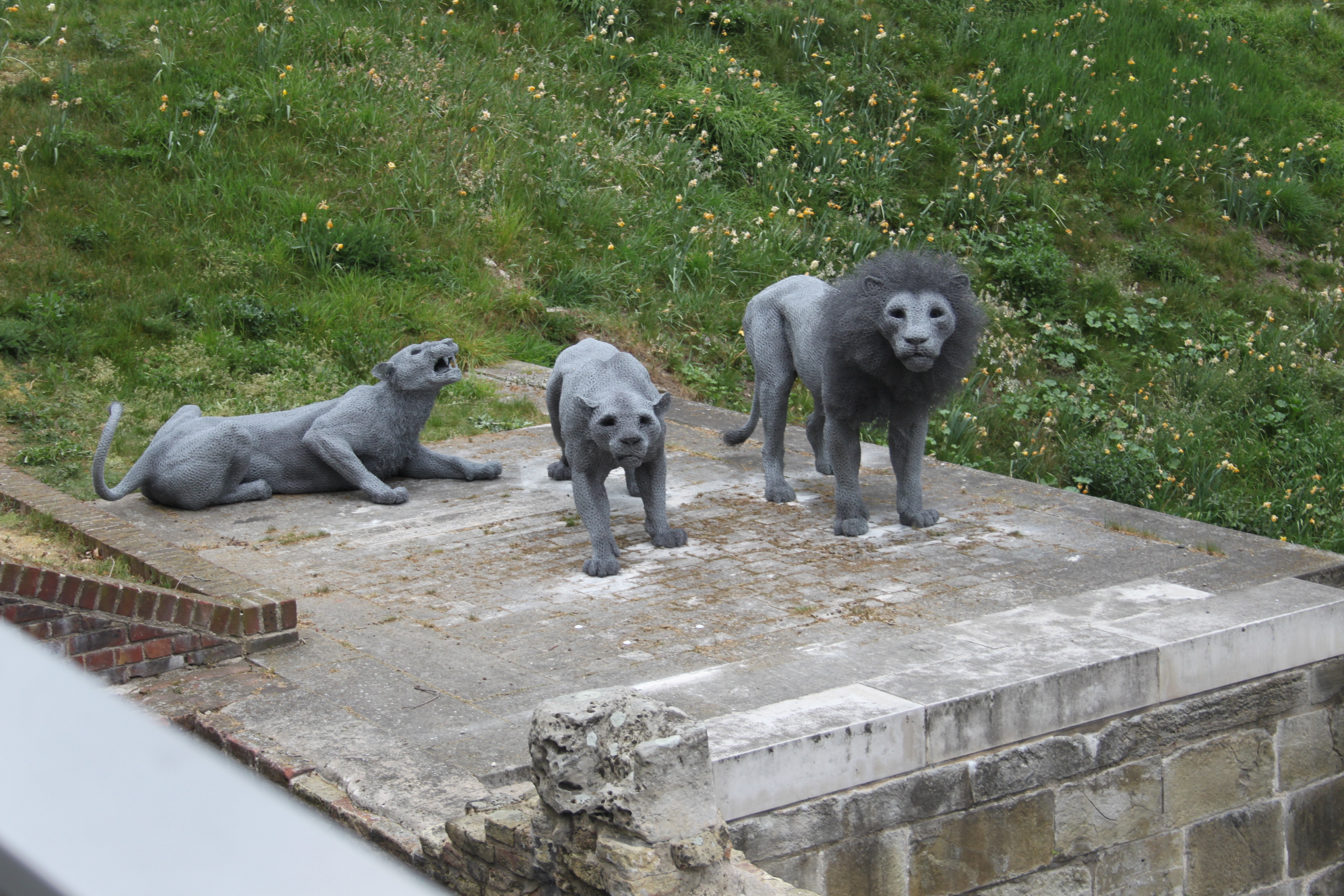
Sculture di animali nella Torre

Il primo riferimento alla Royal Menagerie risale al regno di Enrico III. Nel 1251, agli sceriffi era ordinato di pagare quattro pence al giorno per il mantenimento dell'orso polare del re, probabilmente un dono di Haakon IV di Norvegia; l'orso attirava una grande attenzione dei londinesi quando andava a pescare nel Tamigi. Nel 1254, agli sceriffi fu ordinato di sovvenzionare la costruzione di una casa per gli elefanti della Torre. La posizione esatta della ménagerie medievale è sconosciuta, anche se i leoni erano rinchiusi in un barbacane noto come Lion Tower. La collezione reale fu arricchita dai doni diplomatici, tra cui tre leopardi omaggio di Federico III d'Asburgo, Imperatore del Sacro Romano Impero. Nel XVIII secolo, la ménagerie è stata aperta al pubblico; l'ammissione costava tre mezze pence o il regalo di un gatto o un di un cane da dare in pasto ai leoni. Nel 1828 vi erano oltre 280 animali che rappresentavano almeno 60 specie.
L'ultimo degli animali lasciò la Torre nel 1835 per essere trasferito a Regent's Park, dopo che uno dei leoni era stato accusato di aver morso un soldato. Il custode della Royal Menagerie aveva il diritto di utilizzare la Lion Tower come abitazione personale. Di conseguenza, anche se gli animali avessero da tempo lasciato l'edificio, non è stato possibile demolire la Lion tower fino alla morte dell'ultimo custode, avvenuta nel 1853.